# Sixième partie du championnat du monde d'échecs 1972
La sixiéme partie du championnat du monde d'échecs 1972 est une célèbre partie d'échecs disputée entre Bobby Fischer avec les Blancs et le champion du monde en titre Boris Spassky (Noirs) lors du Championnat du monde d'échecs 1972.

## La partie

### Ouverture
|   | a | b | c | d | e | f | g | h |   |
| 8 | Tour noire sur case blanche a8 · Cavalier noir sur case noire b8 · Tour noire sur case noire f8 · Roi noir sur case blanche g8 · Pion noir sur case noire a7 · Pion noir sur case noire c7 · Dame noire sur case noire e7 · Pion noir sur case blanche f7 · Pion noir sur case noire g7 · Pion noir sur case noire b6 · Fou noir sur case blanche e6 · Pion noir sur case noire h6 · Pion noir sur case blanche d5 · Pion blanc sur case noire d4 · Pion blanc sur case noire e3 · Cavalier blanc sur case blanche f3 · Pion blanc sur case blanche a2 · Pion blanc sur case noire b2 · Pion blanc sur case noire f2 · Pion blanc sur case blanche g2 · Pion blanc sur case noire h2 · Tour blanche sur case noire c1 · Dame blanche sur case blanche d1 · Roi blanc sur case noire e1 · Fou blanc sur case blanche f1 · Tour blanche sur case blanche h1 | Tour noire sur case blanche a8 · Cavalier noir sur case noire b8 · Tour noire sur case noire f8 · Roi noir sur case blanche g8 · Pion noir sur case noire a7 · Pion noir sur case noire c7 · Dame noire sur case noire e7 · Pion noir sur case blanche f7 · Pion noir sur case noire g7 · Pion noir sur case noire b6 · Fou noir sur case blanche e6 · Pion noir sur case noire h6 · Pion noir sur case blanche d5 · Pion blanc sur case noire d4 · Pion blanc sur case noire e3 · Cavalier blanc sur case blanche f3 · Pion blanc sur case blanche a2 · Pion blanc sur case noire b2 · Pion blanc sur case noire f2 · Pion blanc sur case blanche g2 · Pion blanc sur case noire h2 · Tour blanche sur case noire c1 · Dame blanche sur case blanche d1 · Roi blanc sur case noire e1 · Fou blanc sur case blanche f1 · Tour blanche sur case blanche h1 | Tour noire sur case blanche a8 · Cavalier noir sur case noire b8 · Tour noire sur case noire f8 · Roi noir sur case blanche g8 · Pion noir sur case noire a7 · Pion noir sur case noire c7 · Dame noire sur case noire e7 · Pion noir sur case blanche f7 · Pion noir sur case noire g7 · Pion noir sur case noire b6 · Fou noir sur case blanche e6 · Pion noir sur case noire h6 · Pion noir sur case blanche d5 · Pion blanc sur case noire d4 · Pion blanc sur case noire e3 · Cavalier blanc sur case blanche f3 · Pion blanc sur case blanche a2 · Pion blanc sur case noire b2 · Pion blanc sur case noire f2 · Pion blanc sur case blanche g2 · Pion blanc sur case noire h2 · Tour blanche sur case noire c1 · Dame blanche sur case blanche d1 · Roi blanc sur case noire e1 · Fou blanc sur case blanche f1 · Tour blanche sur case blanche h1 | Tour noire sur case blanche a8 · Cavalier noir sur case noire b8 · Tour noire sur case noire f8 · Roi noir sur case blanche g8 · Pion noir sur case noire a7 · Pion noir sur case noire c7 · Dame noire sur case noire e7 · Pion noir sur case blanche f7 · Pion noir sur case noire g7 · Pion noir sur case noire b6 · Fou noir sur case blanche e6 · Pion noir sur case noire h6 · Pion noir sur case blanche d5 · Pion blanc sur case noire d4 · Pion blanc sur case noire e3 · Cavalier blanc sur case blanche f3 · Pion blanc sur case blanche a2 · Pion blanc sur case noire b2 · Pion blanc sur case noire f2 · Pion blanc sur case blanche g2 · Pion blanc sur case noire h2 · Tour blanche sur case noire c1 · Dame blanche sur case blanche d1 · Roi blanc sur case noire e1 · Fou blanc sur case blanche f1 · Tour blanche sur case blanche h1 | Tour noire sur case blanche a8 · Cavalier noir sur case noire b8 · Tour noire sur case noire f8 · Roi noir sur case blanche g8 · Pion noir sur case noire a7 · Pion noir sur case noire c7 · Dame noire sur case noire e7 · Pion noir sur case blanche f7 · Pion noir sur case noire g7 · Pion noir sur case noire b6 · Fou noir sur case blanche e6 · Pion noir sur case noire h6 · Pion noir sur case blanche d5 · Pion blanc sur case noire d4 · Pion blanc sur case noire e3 · Cavalier blanc sur case blanche f3 · Pion blanc sur case blanche a2 · Pion blanc sur case noire b2 · Pion blanc sur case noire f2 · Pion blanc sur case blanche g2 · Pion blanc sur case noire h2 · Tour blanche sur case noire c1 · Dame blanche sur case blanche d1 · Roi blanc sur case noire e1 · Fou blanc sur case blanche f1 · Tour blanche sur case blanche h1 | Tour noire sur case blanche a8 · Cavalier noir sur case noire b8 · Tour noire sur case noire f8 · Roi noir sur case blanche g8 · Pion noir sur case noire a7 · Pion noir sur case noire c7 · Dame noire sur case noire e7 · Pion noir sur case blanche f7 · Pion noir sur case noire g7 · Pion noir sur case noire b6 · Fou noir sur case blanche e6 · Pion noir sur case noire h6 · Pion noir sur case blanche d5 · Pion blanc sur case noire d4 · Pion blanc sur case noire e3 · Cavalier blanc sur case blanche f3 · Pion blanc sur case blanche a2 · Pion blanc sur case noire b2 · Pion blanc sur case noire f2 · Pion blanc sur case blanche g2 · Pion blanc sur case noire h2 · Tour blanche sur case noire c1 · Dame blanche sur case blanche d1 · Roi blanc sur case noire e1 · Fou blanc sur case blanche f1 · Tour blanche sur case blanche h1 | Tour noire sur case blanche a8 · Cavalier noir sur case noire b8 · Tour noire sur case noire f8 · Roi noir sur case blanche g8 · Pion noir sur case noire a7 · Pion noir sur case noire c7 · Dame noire sur case noire e7 · Pion noir sur case blanche f7 · Pion noir sur case noire g7 · Pion noir sur case noire b6 · Fou noir sur case blanche e6 · Pion noir sur case noire h6 · Pion noir sur case blanche d5 · Pion blanc sur case noire d4 · Pion blanc sur case noire e3 · Cavalier blanc sur case blanche f3 · Pion blanc sur case blanche a2 · Pion blanc sur case noire b2 · Pion blanc sur case noire f2 · Pion blanc sur case blanche g2 · Pion blanc sur case noire h2 · Tour blanche sur case noire c1 · Dame blanche sur case blanche d1 · Roi blanc sur case noire e1 · Fou blanc sur case blanche f1 · Tour blanche sur case blanche h1 | Tour noire sur case blanche a8 · Cavalier noir sur case noire b8 · Tour noire sur case noire f8 · Roi noir sur case blanche g8 · Pion noir sur case noire a7 · Pion noir sur case noire c7 · Dame noire sur case noire e7 · Pion noir sur case blanche f7 · Pion noir sur case noire g7 · Pion noir sur case noire b6 · Fou noir sur case blanche e6 · Pion noir sur case noire h6 · Pion noir sur case blanche d5 · Pion blanc sur case noire d4 · Pion blanc sur case noire e3 · Cavalier blanc sur case blanche f3 · Pion blanc sur case blanche a2 · Pion blanc sur case noire b2 · Pion blanc sur case noire f2 · Pion blanc sur case blanche g2 · Pion blanc sur case noire h2 · Tour blanche sur case noire c1 · Dame blanche sur case blanche d1 · Roi blanc sur case noire e1 · Fou blanc sur case blanche f1 · Tour blanche sur case blanche h1 | 8 |
| 7 | Tour noire sur case blanche a8 · Cavalier noir sur case noire b8 · Tour noire sur case noire f8 · Roi noir sur case blanche g8 · Pion noir sur case noire a7 · Pion noir sur case noire c7 · Dame noire sur case noire e7 · Pion noir sur case blanche f7 · Pion noir sur case noire g7 · Pion noir sur case noire b6 · Fou noir sur case blanche e6 · Pion noir sur case noire h6 · Pion noir sur case blanche d5 · Pion blanc sur case noire d4 · Pion blanc sur case noire e3 · Cavalier blanc sur case blanche f3 · Pion blanc sur case blanche a2 · Pion blanc sur case noire b2 · Pion blanc sur case noire f2 · Pion blanc sur case blanche g2 · Pion blanc sur case noire h2 · Tour blanche sur case noire c1 · Dame blanche sur case blanche d1 · Roi blanc sur case noire e1 · Fou blanc sur case blanche f1 · Tour blanche sur case blanche h1 | Tour noire sur case blanche a8 · Cavalier noir sur case noire b8 · Tour noire sur case noire f8 · Roi noir sur case blanche g8 · Pion noir sur case noire a7 · Pion noir sur case noire c7 · Dame noire sur case noire e7 · Pion noir sur case blanche f7 · Pion noir sur case noire g7 · Pion noir sur case noire b6 · Fou noir sur case blanche e6 · Pion noir sur case noire h6 · Pion noir sur case blanche d5 · Pion blanc sur case noire d4 · Pion blanc sur case noire e3 · Cavalier blanc sur case blanche f3 · Pion blanc sur case blanche a2 · Pion blanc sur case noire b2 · Pion blanc sur case noire f2 · Pion blanc sur case blanche g2 · Pion blanc sur case noire h2 · Tour blanche sur case noire c1 · Dame blanche sur case blanche d1 · Roi blanc sur case noire e1 · Fou blanc sur case blanche f1 · Tour blanche sur case blanche h1 | Tour noire sur case blanche a8 · Cavalier noir sur case noire b8 · Tour noire sur case noire f8 · Roi noir sur case blanche g8 · Pion noir sur case noire a7 · Pion noir sur case noire c7 · Dame noire sur case noire e7 · Pion noir sur case blanche f7 · Pion noir sur case noire g7 · Pion noir sur case noire b6 · Fou noir sur case blanche e6 · Pion noir sur case noire h6 · Pion noir sur case blanche d5 · Pion blanc sur case noire d4 · Pion blanc sur case noire e3 · Cavalier blanc sur case blanche f3 · Pion blanc sur case blanche a2 · Pion blanc sur case noire b2 · Pion blanc sur case noire f2 · Pion blanc sur case blanche g2 · Pion blanc sur case noire h2 · Tour blanche sur case noire c1 · Dame blanche sur case blanche d1 · Roi blanc sur case noire e1 · Fou blanc sur case blanche f1 · Tour blanche sur case blanche h1 | Tour noire sur case blanche a8 · Cavalier noir sur case noire b8 · Tour noire sur case noire f8 · Roi noir sur case blanche g8 · Pion noir sur case noire a7 · Pion noir sur case noire c7 · Dame noire sur case noire e7 · Pion noir sur case blanche f7 · Pion noir sur case noire g7 · Pion noir sur case noire b6 · Fou noir sur case blanche e6 · Pion noir sur case noire h6 · Pion noir sur case blanche d5 · Pion blanc sur case noire d4 · Pion blanc sur case noire e3 · Cavalier blanc sur case blanche f3 · Pion blanc sur case blanche a2 · Pion blanc sur case noire b2 · Pion blanc sur case noire f2 · Pion blanc sur case blanche g2 · Pion blanc sur case noire h2 · Tour blanche sur case noire c1 · Dame blanche sur case blanche d1 · Roi blanc sur case noire e1 · Fou blanc sur case blanche f1 · Tour blanche sur case blanche h1 | Tour noire sur case blanche a8 · Cavalier noir sur case noire b8 · Tour noire sur case noire f8 · Roi noir sur case blanche g8 · Pion noir sur case noire a7 · Pion noir sur case noire c7 · Dame noire sur case noire e7 · Pion noir sur case blanche f7 · Pion noir sur case noire g7 · Pion noir sur case noire b6 · Fou noir sur case blanche e6 · Pion noir sur case noire h6 · Pion noir sur case blanche d5 · Pion blanc sur case noire d4 · Pion blanc sur case noire e3 · Cavalier blanc sur case blanche f3 · Pion blanc sur case blanche a2 · Pion blanc sur case noire b2 · Pion blanc sur case noire f2 · Pion blanc sur case blanche g2 · Pion blanc sur case noire h2 · Tour blanche sur case noire c1 · Dame blanche sur case blanche d1 · Roi blanc sur case noire e1 · Fou blanc sur case blanche f1 · Tour blanche sur case blanche h1 | Tour noire sur case blanche a8 · Cavalier noir sur case noire b8 · Tour noire sur case noire f8 · Roi noir sur case blanche g8 · Pion noir sur case noire a7 · Pion noir sur case noire c7 · Dame noire sur case noire e7 · Pion noir sur case blanche f7 · Pion noir sur case noire g7 · Pion noir sur case noire b6 · Fou noir sur case blanche e6 · Pion noir sur case noire h6 · Pion noir sur case blanche d5 · Pion blanc sur case noire d4 · Pion blanc sur case noire e3 · Cavalier blanc sur case blanche f3 · Pion blanc sur case blanche a2 · Pion blanc sur case noire b2 · Pion blanc sur case noire f2 · Pion blanc sur case blanche g2 · Pion blanc sur case noire h2 · Tour blanche sur case noire c1 · Dame blanche sur case blanche d1 · Roi blanc sur case noire e1 · Fou blanc sur case blanche f1 · Tour blanche sur case blanche h1 | Tour noire sur case blanche a8 · Cavalier noir sur case noire b8 · Tour noire sur case noire f8 · Roi noir sur case blanche g8 · Pion noir sur case noire a7 · Pion noir sur case noire c7 · Dame noire sur case noire e7 · Pion noir sur case blanche f7 · Pion noir sur case noire g7 · Pion noir sur case noire b6 · Fou noir sur case blanche e6 · Pion noir sur case noire h6 · Pion noir sur case blanche d5 · Pion blanc sur case noire d4 · Pion blanc sur case noire e3 · Cavalier blanc sur case blanche f3 · Pion blanc sur case blanche a2 · Pion blanc sur case noire b2 · Pion blanc sur case noire f2 · Pion blanc sur case blanche g2 · Pion blanc sur case noire h2 · Tour blanche sur case noire c1 · Dame blanche sur case blanche d1 · Roi blanc sur case noire e1 · Fou blanc sur case blanche f1 · Tour blanche sur case blanche h1 | Tour noire sur case blanche a8 · Cavalier noir sur case noire b8 · Tour noire sur case noire f8 · Roi noir sur case blanche g8 · Pion noir sur case noire a7 · Pion noir sur case noire c7 · Dame noire sur case noire e7 · Pion noir sur case blanche f7 · Pion noir sur case noire g7 · Pion noir sur case noire b6 · Fou noir sur case blanche e6 · Pion noir sur case noire h6 · Pion noir sur case blanche d5 · Pion blanc sur case noire d4 · Pion blanc sur case noire e3 · Cavalier blanc sur case blanche f3 · Pion blanc sur case blanche a2 · Pion blanc sur case noire b2 · Pion blanc sur case noire f2 · Pion blanc sur case blanche g2 · Pion blanc sur case noire h2 · Tour blanche sur case noire c1 · Dame blanche sur case blanche d1 · Roi blanc sur case noire e1 · Fou blanc sur case blanche f1 · Tour blanche sur case blanche h1 | 7 |
| 6 | Tour noire sur case blanche a8 · Cavalier noir sur case noire b8 · Tour noire sur case noire f8 · Roi noir sur case blanche g8 · Pion noir sur case noire a7 · Pion noir sur case noire c7 · Dame noire sur case noire e7 · Pion noir sur case blanche f7 · Pion noir sur case noire g7 · Pion noir sur case noire b6 · Fou noir sur case blanche e6 · Pion noir sur case noire h6 · Pion noir sur case blanche d5 · Pion blanc sur case noire d4 · Pion blanc sur case noire e3 · Cavalier blanc sur case blanche f3 · Pion blanc sur case blanche a2 · Pion blanc sur case noire b2 · Pion blanc sur case noire f2 · Pion blanc sur case blanche g2 · Pion blanc sur case noire h2 · Tour blanche sur case noire c1 · Dame blanche sur case blanche d1 · Roi blanc sur case noire e1 · Fou blanc sur case blanche f1 · Tour blanche sur case blanche h1 | Tour noire sur case blanche a8 · Cavalier noir sur case noire b8 · Tour noire sur case noire f8 · Roi noir sur case blanche g8 · Pion noir sur case noire a7 · Pion noir sur case noire c7 · Dame noire sur case noire e7 · Pion noir sur case blanche f7 · Pion noir sur case noire g7 · Pion noir sur case noire b6 · Fou noir sur case blanche e6 · Pion noir sur case noire h6 · Pion noir sur case blanche d5 · Pion blanc sur case noire d4 · Pion blanc sur case noire e3 · Cavalier blanc sur case blanche f3 · Pion blanc sur case blanche a2 · Pion blanc sur case noire b2 · Pion blanc sur case noire f2 · Pion blanc sur case blanche g2 · Pion blanc sur case noire h2 · Tour blanche sur case noire c1 · Dame blanche sur case blanche d1 · Roi blanc sur case noire e1 · Fou blanc sur case blanche f1 · Tour blanche sur case blanche h1 | Tour noire sur case blanche a8 · Cavalier noir sur case noire b8 · Tour noire sur case noire f8 · Roi noir sur case blanche g8 · Pion noir sur case noire a7 · Pion noir sur case noire c7 · Dame noire sur case noire e7 · Pion noir sur case blanche f7 · Pion noir sur case noire g7 · Pion noir sur case noire b6 · Fou noir sur case blanche e6 · Pion noir sur case noire h6 · Pion noir sur case blanche d5 · Pion blanc sur case noire d4 · Pion blanc sur case noire e3 · Cavalier blanc sur case blanche f3 · Pion blanc sur case blanche a2 · Pion blanc sur case noire b2 · Pion blanc sur case noire f2 · Pion blanc sur case blanche g2 · Pion blanc sur case noire h2 · Tour blanche sur case noire c1 · Dame blanche sur case blanche d1 · Roi blanc sur case noire e1 · Fou blanc sur case blanche f1 · Tour blanche sur case blanche h1 | Tour noire sur case blanche a8 · Cavalier noir sur case noire b8 · Tour noire sur case noire f8 · Roi noir sur case blanche g8 · Pion noir sur case noire a7 · Pion noir sur case noire c7 · Dame noire sur case noire e7 · Pion noir sur case blanche f7 · Pion noir sur case noire g7 · Pion noir sur case noire b6 · Fou noir sur case blanche e6 · Pion noir sur case noire h6 · Pion noir sur case blanche d5 · Pion blanc sur case noire d4 · Pion blanc sur case noire e3 · Cavalier blanc sur case blanche f3 · Pion blanc sur case blanche a2 · Pion blanc sur case noire b2 · Pion blanc sur case noire f2 · Pion blanc sur case blanche g2 · Pion blanc sur case noire h2 · Tour blanche sur case noire c1 · Dame blanche sur case blanche d1 · Roi blanc sur case noire e1 · Fou blanc sur case blanche f1 · Tour blanche sur case blanche h1 | Tour noire sur case blanche a8 · Cavalier noir sur case noire b8 · Tour noire sur case noire f8 · Roi noir sur case blanche g8 · Pion noir sur case noire a7 · Pion noir sur case noire c7 · Dame noire sur case noire e7 · Pion noir sur case blanche f7 · Pion noir sur case noire g7 · Pion noir sur case noire b6 · Fou noir sur case blanche e6 · Pion noir sur case noire h6 · Pion noir sur case blanche d5 · Pion blanc sur case noire d4 · Pion blanc sur case noire e3 · Cavalier blanc sur case blanche f3 · Pion blanc sur case blanche a2 · Pion blanc sur case noire b2 · Pion blanc sur case noire f2 · Pion blanc sur case blanche g2 · Pion blanc sur case noire h2 · Tour blanche sur case noire c1 · Dame blanche sur case blanche d1 · Roi blanc sur case noire e1 · Fou blanc sur case blanche f1 · Tour blanche sur case blanche h1 | Tour noire sur case blanche a8 · Cavalier noir sur case noire b8 · Tour noire sur case noire f8 · Roi noir sur case blanche g8 · Pion noir sur case noire a7 · Pion noir sur case noire c7 · Dame noire sur case noire e7 · Pion noir sur case blanche f7 · Pion noir sur case noire g7 · Pion noir sur case noire b6 · Fou noir sur case blanche e6 · Pion noir sur case noire h6 · Pion noir sur case blanche d5 · Pion blanc sur case noire d4 · Pion blanc sur case noire e3 · Cavalier blanc sur case blanche f3 · Pion blanc sur case blanche a2 · Pion blanc sur case noire b2 · Pion blanc sur case noire f2 · Pion blanc sur case blanche g2 · Pion blanc sur case noire h2 · Tour blanche sur case noire c1 · Dame blanche sur case blanche d1 · Roi blanc sur case noire e1 · Fou blanc sur case blanche f1 · Tour blanche sur case blanche h1 | Tour noire sur case blanche a8 · Cavalier noir sur case noire b8 · Tour noire sur case noire f8 · Roi noir sur case blanche g8 · Pion noir sur case noire a7 · Pion noir sur case noire c7 · Dame noire sur case noire e7 · Pion noir sur case blanche f7 · Pion noir sur case noire g7 · Pion noir sur case noire b6 · Fou noir sur case blanche e6 · Pion noir sur case noire h6 · Pion noir sur case blanche d5 · Pion blanc sur case noire d4 · Pion blanc sur case noire e3 · Cavalier blanc sur case blanche f3 · Pion blanc sur case blanche a2 · Pion blanc sur case noire b2 · Pion blanc sur case noire f2 · Pion blanc sur case blanche g2 · Pion blanc sur case noire h2 · Tour blanche sur case noire c1 · Dame blanche sur case blanche d1 · Roi blanc sur case noire e1 · Fou blanc sur case blanche f1 · Tour blanche sur case blanche h1 | Tour noire sur case blanche a8 · Cavalier noir sur case noire b8 · Tour noire sur case noire f8 · Roi noir sur case blanche g8 · Pion noir sur case noire a7 · Pion noir sur case noire c7 · Dame noire sur case noire e7 · Pion noir sur case blanche f7 · Pion noir sur case noire g7 · Pion noir sur case noire b6 · Fou noir sur case blanche e6 · Pion noir sur case noire h6 · Pion noir sur case blanche d5 · Pion blanc sur case noire d4 · Pion blanc sur case noire e3 · Cavalier blanc sur case blanche f3 · Pion blanc sur case blanche a2 · Pion blanc sur case noire b2 · Pion blanc sur case noire f2 · Pion blanc sur case blanche g2 · Pion blanc sur case noire h2 · Tour blanche sur case noire c1 · Dame blanche sur case blanche d1 · Roi blanc sur case noire e1 · Fou blanc sur case blanche f1 · Tour blanche sur case blanche h1 | 6 |
| 5 | Tour noire sur case blanche a8 · Cavalier noir sur case noire b8 · Tour noire sur case noire f8 · Roi noir sur case blanche g8 · Pion noir sur case noire a7 · Pion noir sur case noire c7 · Dame noire sur case noire e7 · Pion noir sur case blanche f7 · Pion noir sur case noire g7 · Pion noir sur case noire b6 · Fou noir sur case blanche e6 · Pion noir sur case noire h6 · Pion noir sur case blanche d5 · Pion blanc sur case noire d4 · Pion blanc sur case noire e3 · Cavalier blanc sur case blanche f3 · Pion blanc sur case blanche a2 · Pion blanc sur case noire b2 · Pion blanc sur case noire f2 · Pion blanc sur case blanche g2 · Pion blanc sur case noire h2 · Tour blanche sur case noire c1 · Dame blanche sur case blanche d1 · Roi blanc sur case noire e1 · Fou blanc sur case blanche f1 · Tour blanche sur case blanche h1 | Tour noire sur case blanche a8 · Cavalier noir sur case noire b8 · Tour noire sur case noire f8 · Roi noir sur case blanche g8 · Pion noir sur case noire a7 · Pion noir sur case noire c7 · Dame noire sur case noire e7 · Pion noir sur case blanche f7 · Pion noir sur case noire g7 · Pion noir sur case noire b6 · Fou noir sur case blanche e6 · Pion noir sur case noire h6 · Pion noir sur case blanche d5 · Pion blanc sur case noire d4 · Pion blanc sur case noire e3 · Cavalier blanc sur case blanche f3 · Pion blanc sur case blanche a2 · Pion blanc sur case noire b2 · Pion blanc sur case noire f2 · Pion blanc sur case blanche g2 · Pion blanc sur case noire h2 · Tour blanche sur case noire c1 · Dame blanche sur case blanche d1 · Roi blanc sur case noire e1 · Fou blanc sur case blanche f1 · Tour blanche sur case blanche h1 | Tour noire sur case blanche a8 · Cavalier noir sur case noire b8 · Tour noire sur case noire f8 · Roi noir sur case blanche g8 · Pion noir sur case noire a7 · Pion noir sur case noire c7 · Dame noire sur case noire e7 · Pion noir sur case blanche f7 · Pion noir sur case noire g7 · Pion noir sur case noire b6 · Fou noir sur case blanche e6 · Pion noir sur case noire h6 · Pion noir sur case blanche d5 · Pion blanc sur case noire d4 · Pion blanc sur case noire e3 · Cavalier blanc sur case blanche f3 · Pion blanc sur case blanche a2 · Pion blanc sur case noire b2 · Pion blanc sur case noire f2 · Pion blanc sur case blanche g2 · Pion blanc sur case noire h2 · Tour blanche sur case noire c1 · Dame blanche sur case blanche d1 · Roi blanc sur case noire e1 · Fou blanc sur case blanche f1 · Tour blanche sur case blanche h1 | Tour noire sur case blanche a8 · Cavalier noir sur case noire b8 · Tour noire sur case noire f8 · Roi noir sur case blanche g8 · Pion noir sur case noire a7 · Pion noir sur case noire c7 · Dame noire sur case noire e7 · Pion noir sur case blanche f7 · Pion noir sur case noire g7 · Pion noir sur case noire b6 · Fou noir sur case blanche e6 · Pion noir sur case noire h6 · Pion noir sur case blanche d5 · Pion blanc sur case noire d4 · Pion blanc sur case noire e3 · Cavalier blanc sur case blanche f3 · Pion blanc sur case blanche a2 · Pion blanc sur case noire b2 · Pion blanc sur case noire f2 · Pion blanc sur case blanche g2 · Pion blanc sur case noire h2 · Tour blanche sur case noire c1 · Dame blanche sur case blanche d1 · Roi blanc sur case noire e1 · Fou blanc sur case blanche f1 · Tour blanche sur case blanche h1 | Tour noire sur case blanche a8 · Cavalier noir sur case noire b8 · Tour noire sur case noire f8 · Roi noir sur case blanche g8 · Pion noir sur case noire a7 · Pion noir sur case noire c7 · Dame noire sur case noire e7 · Pion noir sur case blanche f7 · Pion noir sur case noire g7 · Pion noir sur case noire b6 · Fou noir sur case blanche e6 · Pion noir sur case noire h6 · Pion noir sur case blanche d5 · Pion blanc sur case noire d4 · Pion blanc sur case noire e3 · Cavalier blanc sur case blanche f3 · Pion blanc sur case blanche a2 · Pion blanc sur case noire b2 · Pion blanc sur case noire f2 · Pion blanc sur case blanche g2 · Pion blanc sur case noire h2 · Tour blanche sur case noire c1 · Dame blanche sur case blanche d1 · Roi blanc sur case noire e1 · Fou blanc sur case blanche f1 · Tour blanche sur case blanche h1 | Tour noire sur case blanche a8 · Cavalier noir sur case noire b8 · Tour noire sur case noire f8 · Roi noir sur case blanche g8 · Pion noir sur case noire a7 · Pion noir sur case noire c7 · Dame noire sur case noire e7 · Pion noir sur case blanche f7 · Pion noir sur case noire g7 · Pion noir sur case noire b6 · Fou noir sur case blanche e6 · Pion noir sur case noire h6 · Pion noir sur case blanche d5 · Pion blanc sur case noire d4 · Pion blanc sur case noire e3 · Cavalier blanc sur case blanche f3 · Pion blanc sur case blanche a2 · Pion blanc sur case noire b2 · Pion blanc sur case noire f2 · Pion blanc sur case blanche g2 · Pion blanc sur case noire h2 · Tour blanche sur case noire c1 · Dame blanche sur case blanche d1 · Roi blanc sur case noire e1 · Fou blanc sur case blanche f1 · Tour blanche sur case blanche h1 | Tour noire sur case blanche a8 · Cavalier noir sur case noire b8 · Tour noire sur case noire f8 · Roi noir sur case blanche g8 · Pion noir sur case noire a7 · Pion noir sur case noire c7 · Dame noire sur case noire e7 · Pion noir sur case blanche f7 · Pion noir sur case noire g7 · Pion noir sur case noire b6 · Fou noir sur case blanche e6 · Pion noir sur case noire h6 · Pion noir sur case blanche d5 · Pion blanc sur case noire d4 · Pion blanc sur case noire e3 · Cavalier blanc sur case blanche f3 · Pion blanc sur case blanche a2 · Pion blanc sur case noire b2 · Pion blanc sur case noire f2 · Pion blanc sur case blanche g2 · Pion blanc sur case noire h2 · Tour blanche sur case noire c1 · Dame blanche sur case blanche d1 · Roi blanc sur case noire e1 · Fou blanc sur case blanche f1 · Tour blanche sur case blanche h1 | Tour noire sur case blanche a8 · Cavalier noir sur case noire b8 · Tour noire sur case noire f8 · Roi noir sur case blanche g8 · Pion noir sur case noire a7 · Pion noir sur case noire c7 · Dame noire sur case noire e7 · Pion noir sur case blanche f7 · Pion noir sur case noire g7 · Pion noir sur case noire b6 · Fou noir sur case blanche e6 · Pion noir sur case noire h6 · Pion noir sur case blanche d5 · Pion blanc sur case noire d4 · Pion blanc sur case noire e3 · Cavalier blanc sur case blanche f3 · Pion blanc sur case blanche a2 · Pion blanc sur case noire b2 · Pion blanc sur case noire f2 · Pion blanc sur case blanche g2 · Pion blanc sur case noire h2 · Tour blanche sur case noire c1 · Dame blanche sur case blanche d1 · Roi blanc sur case noire e1 · Fou blanc sur case blanche f1 · Tour blanche sur case blanche h1 | 5 |
| 4 | Tour noire sur case blanche a8 · Cavalier noir sur case noire b8 · Tour noire sur case noire f8 · Roi noir sur case blanche g8 · Pion noir sur case noire a7 · Pion noir sur case noire c7 · Dame noire sur case noire e7 · Pion noir sur case blanche f7 · Pion noir sur case noire g7 · Pion noir sur case noire b6 · Fou noir sur case blanche e6 · Pion noir sur case noire h6 · Pion noir sur case blanche d5 · Pion blanc sur case noire d4 · Pion blanc sur case noire e3 · Cavalier blanc sur case blanche f3 · Pion blanc sur case blanche a2 · Pion blanc sur case noire b2 · Pion blanc sur case noire f2 · Pion blanc sur case blanche g2 · Pion blanc sur case noire h2 · Tour blanche sur case noire c1 · Dame blanche sur case blanche d1 · Roi blanc sur case noire e1 · Fou blanc sur case blanche f1 · Tour blanche sur case blanche h1 | Tour noire sur case blanche a8 · Cavalier noir sur case noire b8 · Tour noire sur case noire f8 · Roi noir sur case blanche g8 · Pion noir sur case noire a7 · Pion noir sur case noire c7 · Dame noire sur case noire e7 · Pion noir sur case blanche f7 · Pion noir sur case noire g7 · Pion noir sur case noire b6 · Fou noir sur case blanche e6 · Pion noir sur case noire h6 · Pion noir sur case blanche d5 · Pion blanc sur case noire d4 · Pion blanc sur case noire e3 · Cavalier blanc sur case blanche f3 · Pion blanc sur case blanche a2 · Pion blanc sur case noire b2 · Pion blanc sur case noire f2 · Pion blanc sur case blanche g2 · Pion blanc sur case noire h2 · Tour blanche sur case noire c1 · Dame blanche sur case blanche d1 · Roi blanc sur case noire e1 · Fou blanc sur case blanche f1 · Tour blanche sur case blanche h1 | Tour noire sur case blanche a8 · Cavalier noir sur case noire b8 · Tour noire sur case noire f8 · Roi noir sur case blanche g8 · Pion noir sur case noire a7 · Pion noir sur case noire c7 · Dame noire sur case noire e7 · Pion noir sur case blanche f7 · Pion noir sur case noire g7 · Pion noir sur case noire b6 · Fou noir sur case blanche e6 · Pion noir sur case noire h6 · Pion noir sur case blanche d5 · Pion blanc sur case noire d4 · Pion blanc sur case noire e3 · Cavalier blanc sur case blanche f3 · Pion blanc sur case blanche a2 · Pion blanc sur case noire b2 · Pion blanc sur case noire f2 · Pion blanc sur case blanche g2 · Pion blanc sur case noire h2 · Tour blanche sur case noire c1 · Dame blanche sur case blanche d1 · Roi blanc sur case noire e1 · Fou blanc sur case blanche f1 · Tour blanche sur case blanche h1 | Tour noire sur case blanche a8 · Cavalier noir sur case noire b8 · Tour noire sur case noire f8 · Roi noir sur case blanche g8 · Pion noir sur case noire a7 · Pion noir sur case noire c7 · Dame noire sur case noire e7 · Pion noir sur case blanche f7 · Pion noir sur case noire g7 · Pion noir sur case noire b6 · Fou noir sur case blanche e6 · Pion noir sur case noire h6 · Pion noir sur case blanche d5 · Pion blanc sur case noire d4 · Pion blanc sur case noire e3 · Cavalier blanc sur case blanche f3 · Pion blanc sur case blanche a2 · Pion blanc sur case noire b2 · Pion blanc sur case noire f2 · Pion blanc sur case blanche g2 · Pion blanc sur case noire h2 · Tour blanche sur case noire c1 · Dame blanche sur case blanche d1 · Roi blanc sur case noire e1 · Fou blanc sur case blanche f1 · Tour blanche sur case blanche h1 | Tour noire sur case blanche a8 · Cavalier noir sur case noire b8 · Tour noire sur case noire f8 · Roi noir sur case blanche g8 · Pion noir sur case noire a7 · Pion noir sur case noire c7 · Dame noire sur case noire e7 · Pion noir sur case blanche f7 · Pion noir sur case noire g7 · Pion noir sur case noire b6 · Fou noir sur case blanche e6 · Pion noir sur case noire h6 · Pion noir sur case blanche d5 · Pion blanc sur case noire d4 · Pion blanc sur case noire e3 · Cavalier blanc sur case blanche f3 · Pion blanc sur case blanche a2 · Pion blanc sur case noire b2 · Pion blanc sur case noire f2 · Pion blanc sur case blanche g2 · Pion blanc sur case noire h2 · Tour blanche sur case noire c1 · Dame blanche sur case blanche d1 · Roi blanc sur case noire e1 · Fou blanc sur case blanche f1 · Tour blanche sur case blanche h1 | Tour noire sur case blanche a8 · Cavalier noir sur case noire b8 · Tour noire sur case noire f8 · Roi noir sur case blanche g8 · Pion noir sur case noire a7 · Pion noir sur case noire c7 · Dame noire sur case noire e7 · Pion noir sur case blanche f7 · Pion noir sur case noire g7 · Pion noir sur case noire b6 · Fou noir sur case blanche e6 · Pion noir sur case noire h6 · Pion noir sur case blanche d5 · Pion blanc sur case noire d4 · Pion blanc sur case noire e3 · Cavalier blanc sur case blanche f3 · Pion blanc sur case blanche a2 · Pion blanc sur case noire b2 · Pion blanc sur case noire f2 · Pion blanc sur case blanche g2 · Pion blanc sur case noire h2 · Tour blanche sur case noire c1 · Dame blanche sur case blanche d1 · Roi blanc sur case noire e1 · Fou blanc sur case blanche f1 · Tour blanche sur case blanche h1 | Tour noire sur case blanche a8 · Cavalier noir sur case noire b8 · Tour noire sur case noire f8 · Roi noir sur case blanche g8 · Pion noir sur case noire a7 · Pion noir sur case noire c7 · Dame noire sur case noire e7 · Pion noir sur case blanche f7 · Pion noir sur case noire g7 · Pion noir sur case noire b6 · Fou noir sur case blanche e6 · Pion noir sur case noire h6 · Pion noir sur case blanche d5 · Pion blanc sur case noire d4 · Pion blanc sur case noire e3 · Cavalier blanc sur case blanche f3 · Pion blanc sur case blanche a2 · Pion blanc sur case noire b2 · Pion blanc sur case noire f2 · Pion blanc sur case blanche g2 · Pion blanc sur case noire h2 · Tour blanche sur case noire c1 · Dame blanche sur case blanche d1 · Roi blanc sur case noire e1 · Fou blanc sur case blanche f1 · Tour blanche sur case blanche h1 | Tour noire sur case blanche a8 · Cavalier noir sur case noire b8 · Tour noire sur case noire f8 · Roi noir sur case blanche g8 · Pion noir sur case noire a7 · Pion noir sur case noire c7 · Dame noire sur case noire e7 · Pion noir sur case blanche f7 · Pion noir sur case noire g7 · Pion noir sur case noire b6 · Fou noir sur case blanche e6 · Pion noir sur case noire h6 · Pion noir sur case blanche d5 · Pion blanc sur case noire d4 · Pion blanc sur case noire e3 · Cavalier blanc sur case blanche f3 · Pion blanc sur case blanche a2 · Pion blanc sur case noire b2 · Pion blanc sur case noire f2 · Pion blanc sur case blanche g2 · Pion blanc sur case noire h2 · Tour blanche sur case noire c1 · Dame blanche sur case blanche d1 · Roi blanc sur case noire e1 · Fou blanc sur case blanche f1 · Tour blanche sur case blanche h1 | 4 |
| 3 | Tour noire sur case blanche a8 · Cavalier noir sur case noire b8 · Tour noire sur case noire f8 · Roi noir sur case blanche g8 · Pion noir sur case noire a7 · Pion noir sur case noire c7 · Dame noire sur case noire e7 · Pion noir sur case blanche f7 · Pion noir sur case noire g7 · Pion noir sur case noire b6 · Fou noir sur case blanche e6 · Pion noir sur case noire h6 · Pion noir sur case blanche d5 · Pion blanc sur case noire d4 · Pion blanc sur case noire e3 · Cavalier blanc sur case blanche f3 · Pion blanc sur case blanche a2 · Pion blanc sur case noire b2 · Pion blanc sur case noire f2 · Pion blanc sur case blanche g2 · Pion blanc sur case noire h2 · Tour blanche sur case noire c1 · Dame blanche sur case blanche d1 · Roi blanc sur case noire e1 · Fou blanc sur case blanche f1 · Tour blanche sur case blanche h1 | Tour noire sur case blanche a8 · Cavalier noir sur case noire b8 · Tour noire sur case noire f8 · Roi noir sur case blanche g8 · Pion noir sur case noire a7 · Pion noir sur case noire c7 · Dame noire sur case noire e7 · Pion noir sur case blanche f7 · Pion noir sur case noire g7 · Pion noir sur case noire b6 · Fou noir sur case blanche e6 · Pion noir sur case noire h6 · Pion noir sur case blanche d5 · Pion blanc sur case noire d4 · Pion blanc sur case noire e3 · Cavalier blanc sur case blanche f3 · Pion blanc sur case blanche a2 · Pion blanc sur case noire b2 · Pion blanc sur case noire f2 · Pion blanc sur case blanche g2 · Pion blanc sur case noire h2 · Tour blanche sur case noire c1 · Dame blanche sur case blanche d1 · Roi blanc sur case noire e1 · Fou blanc sur case blanche f1 · Tour blanche sur case blanche h1 | Tour noire sur case blanche a8 · Cavalier noir sur case noire b8 · Tour noire sur case noire f8 · Roi noir sur case blanche g8 · Pion noir sur case noire a7 · Pion noir sur case noire c7 · Dame noire sur case noire e7 · Pion noir sur case blanche f7 · Pion noir sur case noire g7 · Pion noir sur case noire b6 · Fou noir sur case blanche e6 · Pion noir sur case noire h6 · Pion noir sur case blanche d5 · Pion blanc sur case noire d4 · Pion blanc sur case noire e3 · Cavalier blanc sur case blanche f3 · Pion blanc sur case blanche a2 · Pion blanc sur case noire b2 · Pion blanc sur case noire f2 · Pion blanc sur case blanche g2 · Pion blanc sur case noire h2 · Tour blanche sur case noire c1 · Dame blanche sur case blanche d1 · Roi blanc sur case noire e1 · Fou blanc sur case blanche f1 · Tour blanche sur case blanche h1 | Tour noire sur case blanche a8 · Cavalier noir sur case noire b8 · Tour noire sur case noire f8 · Roi noir sur case blanche g8 · Pion noir sur case noire a7 · Pion noir sur case noire c7 · Dame noire sur case noire e7 · Pion noir sur case blanche f7 · Pion noir sur case noire g7 · Pion noir sur case noire b6 · Fou noir sur case blanche e6 · Pion noir sur case noire h6 · Pion noir sur case blanche d5 · Pion blanc sur case noire d4 · Pion blanc sur case noire e3 · Cavalier blanc sur case blanche f3 · Pion blanc sur case blanche a2 · Pion blanc sur case noire b2 · Pion blanc sur case noire f2 · Pion blanc sur case blanche g2 · Pion blanc sur case noire h2 · Tour blanche sur case noire c1 · Dame blanche sur case blanche d1 · Roi blanc sur case noire e1 · Fou blanc sur case blanche f1 · Tour blanche sur case blanche h1 | Tour noire sur case blanche a8 · Cavalier noir sur case noire b8 · Tour noire sur case noire f8 · Roi noir sur case blanche g8 · Pion noir sur case noire a7 · Pion noir sur case noire c7 · Dame noire sur case noire e7 · Pion noir sur case blanche f7 · Pion noir sur case noire g7 · Pion noir sur case noire b6 · Fou noir sur case blanche e6 · Pion noir sur case noire h6 · Pion noir sur case blanche d5 · Pion blanc sur case noire d4 · Pion blanc sur case noire e3 · Cavalier blanc sur case blanche f3 · Pion blanc sur case blanche a2 · Pion blanc sur case noire b2 · Pion blanc sur case noire f2 · Pion blanc sur case blanche g2 · Pion blanc sur case noire h2 · Tour blanche sur case noire c1 · Dame blanche sur case blanche d1 · Roi blanc sur case noire e1 · Fou blanc sur case blanche f1 · Tour blanche sur case blanche h1 | Tour noire sur case blanche a8 · Cavalier noir sur case noire b8 · Tour noire sur case noire f8 · Roi noir sur case blanche g8 · Pion noir sur case noire a7 · Pion noir sur case noire c7 · Dame noire sur case noire e7 · Pion noir sur case blanche f7 · Pion noir sur case noire g7 · Pion noir sur case noire b6 · Fou noir sur case blanche e6 · Pion noir sur case noire h6 · Pion noir sur case blanche d5 · Pion blanc sur case noire d4 · Pion blanc sur case noire e3 · Cavalier blanc sur case blanche f3 · Pion blanc sur case blanche a2 · Pion blanc sur case noire b2 · Pion blanc sur case noire f2 · Pion blanc sur case blanche g2 · Pion blanc sur case noire h2 · Tour blanche sur case noire c1 · Dame blanche sur case blanche d1 · Roi blanc sur case noire e1 · Fou blanc sur case blanche f1 · Tour blanche sur case blanche h1 | Tour noire sur case blanche a8 · Cavalier noir sur case noire b8 · Tour noire sur case noire f8 · Roi noir sur case blanche g8 · Pion noir sur case noire a7 · Pion noir sur case noire c7 · Dame noire sur case noire e7 · Pion noir sur case blanche f7 · Pion noir sur case noire g7 · Pion noir sur case noire b6 · Fou noir sur case blanche e6 · Pion noir sur case noire h6 · Pion noir sur case blanche d5 · Pion blanc sur case noire d4 · Pion blanc sur case noire e3 · Cavalier blanc sur case blanche f3 · Pion blanc sur case blanche a2 · Pion blanc sur case noire b2 · Pion blanc sur case noire f2 · Pion blanc sur case blanche g2 · Pion blanc sur case noire h2 · Tour blanche sur case noire c1 · Dame blanche sur case blanche d1 · Roi blanc sur case noire e1 · Fou blanc sur case blanche f1 · Tour blanche sur case blanche h1 | Tour noire sur case blanche a8 · Cavalier noir sur case noire b8 · Tour noire sur case noire f8 · Roi noir sur case blanche g8 · Pion noir sur case noire a7 · Pion noir sur case noire c7 · Dame noire sur case noire e7 · Pion noir sur case blanche f7 · Pion noir sur case noire g7 · Pion noir sur case noire b6 · Fou noir sur case blanche e6 · Pion noir sur case noire h6 · Pion noir sur case blanche d5 · Pion blanc sur case noire d4 · Pion blanc sur case noire e3 · Cavalier blanc sur case blanche f3 · Pion blanc sur case blanche a2 · Pion blanc sur case noire b2 · Pion blanc sur case noire f2 · Pion blanc sur case blanche g2 · Pion blanc sur case noire h2 · Tour blanche sur case noire c1 · Dame blanche sur case blanche d1 · Roi blanc sur case noire e1 · Fou blanc sur case blanche f1 · Tour blanche sur case blanche h1 | 3 |
| 2 | Tour noire sur case blanche a8 · Cavalier noir sur case noire b8 · Tour noire sur case noire f8 · Roi noir sur case blanche g8 · Pion noir sur case noire a7 · Pion noir sur case noire c7 · Dame noire sur case noire e7 · Pion noir sur case blanche f7 · Pion noir sur case noire g7 · Pion noir sur case noire b6 · Fou noir sur case blanche e6 · Pion noir sur case noire h6 · Pion noir sur case blanche d5 · Pion blanc sur case noire d4 · Pion blanc sur case noire e3 · Cavalier blanc sur case blanche f3 · Pion blanc sur case blanche a2 · Pion blanc sur case noire b2 · Pion blanc sur case noire f2 · Pion blanc sur case blanche g2 · Pion blanc sur case noire h2 · Tour blanche sur case noire c1 · Dame blanche sur case blanche d1 · Roi blanc sur case noire e1 · Fou blanc sur case blanche f1 · Tour blanche sur case blanche h1 | Tour noire sur case blanche a8 · Cavalier noir sur case noire b8 · Tour noire sur case noire f8 · Roi noir sur case blanche g8 · Pion noir sur case noire a7 · Pion noir sur case noire c7 · Dame noire sur case noire e7 · Pion noir sur case blanche f7 · Pion noir sur case noire g7 · Pion noir sur case noire b6 · Fou noir sur case blanche e6 · Pion noir sur case noire h6 · Pion noir sur case blanche d5 · Pion blanc sur case noire d4 · Pion blanc sur case noire e3 · Cavalier blanc sur case blanche f3 · Pion blanc sur case blanche a2 · Pion blanc sur case noire b2 · Pion blanc sur case noire f2 · Pion blanc sur case blanche g2 · Pion blanc sur case noire h2 · Tour blanche sur case noire c1 · Dame blanche sur case blanche d1 · Roi blanc sur case noire e1 · Fou blanc sur case blanche f1 · Tour blanche sur case blanche h1 | Tour noire sur case blanche a8 · Cavalier noir sur case noire b8 · Tour noire sur case noire f8 · Roi noir sur case blanche g8 · Pion noir sur case noire a7 · Pion noir sur case noire c7 · Dame noire sur case noire e7 · Pion noir sur case blanche f7 · Pion noir sur case noire g7 · Pion noir sur case noire b6 · Fou noir sur case blanche e6 · Pion noir sur case noire h6 · Pion noir sur case blanche d5 · Pion blanc sur case noire d4 · Pion blanc sur case noire e3 · Cavalier blanc sur case blanche f3 · Pion blanc sur case blanche a2 · Pion blanc sur case noire b2 · Pion blanc sur case noire f2 · Pion blanc sur case blanche g2 · Pion blanc sur case noire h2 · Tour blanche sur case noire c1 · Dame blanche sur case blanche d1 · Roi blanc sur case noire e1 · Fou blanc sur case blanche f1 · Tour blanche sur case blanche h1 | Tour noire sur case blanche a8 · Cavalier noir sur case noire b8 · Tour noire sur case noire f8 · Roi noir sur case blanche g8 · Pion noir sur case noire a7 · Pion noir sur case noire c7 · Dame noire sur case noire e7 · Pion noir sur case blanche f7 · Pion noir sur case noire g7 · Pion noir sur case noire b6 · Fou noir sur case blanche e6 · Pion noir sur case noire h6 · Pion noir sur case blanche d5 · Pion blanc sur case noire d4 · Pion blanc sur case noire e3 · Cavalier blanc sur case blanche f3 · Pion blanc sur case blanche a2 · Pion blanc sur case noire b2 · Pion blanc sur case noire f2 · Pion blanc sur case blanche g2 · Pion blanc sur case noire h2 · Tour blanche sur case noire c1 · Dame blanche sur case blanche d1 · Roi blanc sur case noire e1 · Fou blanc sur case blanche f1 · Tour blanche sur case blanche h1 | Tour noire sur case blanche a8 · Cavalier noir sur case noire b8 · Tour noire sur case noire f8 · Roi noir sur case blanche g8 · Pion noir sur case noire a7 · Pion noir sur case noire c7 · Dame noire sur case noire e7 · Pion noir sur case blanche f7 · Pion noir sur case noire g7 · Pion noir sur case noire b6 · Fou noir sur case blanche e6 · Pion noir sur case noire h6 · Pion noir sur case blanche d5 · Pion blanc sur case noire d4 · Pion blanc sur case noire e3 · Cavalier blanc sur case blanche f3 · Pion blanc sur case blanche a2 · Pion blanc sur case noire b2 · Pion blanc sur case noire f2 · Pion blanc sur case blanche g2 · Pion blanc sur case noire h2 · Tour blanche sur case noire c1 · Dame blanche sur case blanche d1 · Roi blanc sur case noire e1 · Fou blanc sur case blanche f1 · Tour blanche sur case blanche h1 | Tour noire sur case blanche a8 · Cavalier noir sur case noire b8 · Tour noire sur case noire f8 · Roi noir sur case blanche g8 · Pion noir sur case noire a7 · Pion noir sur case noire c7 · Dame noire sur case noire e7 · Pion noir sur case blanche f7 · Pion noir sur case noire g7 · Pion noir sur case noire b6 · Fou noir sur case blanche e6 · Pion noir sur case noire h6 · Pion noir sur case blanche d5 · Pion blanc sur case noire d4 · Pion blanc sur case noire e3 · Cavalier blanc sur case blanche f3 · Pion blanc sur case blanche a2 · Pion blanc sur case noire b2 · Pion blanc sur case noire f2 · Pion blanc sur case blanche g2 · Pion blanc sur case noire h2 · Tour blanche sur case noire c1 · Dame blanche sur case blanche d1 · Roi blanc sur case noire e1 · Fou blanc sur case blanche f1 · Tour blanche sur case blanche h1 | Tour noire sur case blanche a8 · Cavalier noir sur case noire b8 · Tour noire sur case noire f8 · Roi noir sur case blanche g8 · Pion noir sur case noire a7 · Pion noir sur case noire c7 · Dame noire sur case noire e7 · Pion noir sur case blanche f7 · Pion noir sur case noire g7 · Pion noir sur case noire b6 · Fou noir sur case blanche e6 · Pion noir sur case noire h6 · Pion noir sur case blanche d5 · Pion blanc sur case noire d4 · Pion blanc sur case noire e3 · Cavalier blanc sur case blanche f3 · Pion blanc sur case blanche a2 · Pion blanc sur case noire b2 · Pion blanc sur case noire f2 · Pion blanc sur case blanche g2 · Pion blanc sur case noire h2 · Tour blanche sur case noire c1 · Dame blanche sur case blanche d1 · Roi blanc sur case noire e1 · Fou blanc sur case blanche f1 · Tour blanche sur case blanche h1 | Tour noire sur case blanche a8 · Cavalier noir sur case noire b8 · Tour noire sur case noire f8 · Roi noir sur case blanche g8 · Pion noir sur case noire a7 · Pion noir sur case noire c7 · Dame noire sur case noire e7 · Pion noir sur case blanche f7 · Pion noir sur case noire g7 · Pion noir sur case noire b6 · Fou noir sur case blanche e6 · Pion noir sur case noire h6 · Pion noir sur case blanche d5 · Pion blanc sur case noire d4 · Pion blanc sur case noire e3 · Cavalier blanc sur case blanche f3 · Pion blanc sur case blanche a2 · Pion blanc sur case noire b2 · Pion blanc sur case noire f2 · Pion blanc sur case blanche g2 · Pion blanc sur case noire h2 · Tour blanche sur case noire c1 · Dame blanche sur case blanche d1 · Roi blanc sur case noire e1 · Fou blanc sur case blanche f1 · Tour blanche sur case blanche h1 | 2 |
| 1 | Tour noire sur case blanche a8 · Cavalier noir sur case noire b8 · Tour noire sur case noire f8 · Roi noir sur case blanche g8 · Pion noir sur case noire a7 · Pion noir sur case noire c7 · Dame noire sur case noire e7 · Pion noir sur case blanche f7 · Pion noir sur case noire g7 · Pion noir sur case noire b6 · Fou noir sur case blanche e6 · Pion noir sur case noire h6 · Pion noir sur case blanche d5 · Pion blanc sur case noire d4 · Pion blanc sur case noire e3 · Cavalier blanc sur case blanche f3 · Pion blanc sur case blanche a2 · Pion blanc sur case noire b2 · Pion blanc sur case noire f2 · Pion blanc sur case blanche g2 · Pion blanc sur case noire h2 · Tour blanche sur case noire c1 · Dame blanche sur case blanche d1 · Roi blanc sur case noire e1 · Fou blanc sur case blanche f1 · Tour blanche sur case blanche h1 | Tour noire sur case blanche a8 · Cavalier noir sur case noire b8 · Tour noire sur case noire f8 · Roi noir sur case blanche g8 · Pion noir sur case noire a7 · Pion noir sur case noire c7 · Dame noire sur case noire e7 · Pion noir sur case blanche f7 · Pion noir sur case noire g7 · Pion noir sur case noire b6 · Fou noir sur case blanche e6 · Pion noir sur case noire h6 · Pion noir sur case blanche d5 · Pion blanc sur case noire d4 · Pion blanc sur case noire e3 · Cavalier blanc sur case blanche f3 · Pion blanc sur case blanche a2 · Pion blanc sur case noire b2 · Pion blanc sur case noire f2 · Pion blanc sur case blanche g2 · Pion blanc sur case noire h2 · Tour blanche sur case noire c1 · Dame blanche sur case blanche d1 · Roi blanc sur case noire e1 · Fou blanc sur case blanche f1 · Tour blanche sur case blanche h1 | Tour noire sur case blanche a8 · Cavalier noir sur case noire b8 · Tour noire sur case noire f8 · Roi noir sur case blanche g8 · Pion noir sur case noire a7 · Pion noir sur case noire c7 · Dame noire sur case noire e7 · Pion noir sur case blanche f7 · Pion noir sur case noire g7 · Pion noir sur case noire b6 · Fou noir sur case blanche e6 · Pion noir sur case noire h6 · Pion noir sur case blanche d5 · Pion blanc sur case noire d4 · Pion blanc sur case noire e3 · Cavalier blanc sur case blanche f3 · Pion blanc sur case blanche a2 · Pion blanc sur case noire b2 · Pion blanc sur case noire f2 · Pion blanc sur case blanche g2 · Pion blanc sur case noire h2 · Tour blanche sur case noire c1 · Dame blanche sur case blanche d1 · Roi blanc sur case noire e1 · Fou blanc sur case blanche f1 · Tour blanche sur case blanche h1 | Tour noire sur case blanche a8 · Cavalier noir sur case noire b8 · Tour noire sur case noire f8 · Roi noir sur case blanche g8 · Pion noir sur case noire a7 · Pion noir sur case noire c7 · Dame noire sur case noire e7 · Pion noir sur case blanche f7 · Pion noir sur case noire g7 · Pion noir sur case noire b6 · Fou noir sur case blanche e6 · Pion noir sur case noire h6 · Pion noir sur case blanche d5 · Pion blanc sur case noire d4 · Pion blanc sur case noire e3 · Cavalier blanc sur case blanche f3 · Pion blanc sur case blanche a2 · Pion blanc sur case noire b2 · Pion blanc sur case noire f2 · Pion blanc sur case blanche g2 · Pion blanc sur case noire h2 · Tour blanche sur case noire c1 · Dame blanche sur case blanche d1 · Roi blanc sur case noire e1 · Fou blanc sur case blanche f1 · Tour blanche sur case blanche h1 | Tour noire sur case blanche a8 · Cavalier noir sur case noire b8 · Tour noire sur case noire f8 · Roi noir sur case blanche g8 · Pion noir sur case noire a7 · Pion noir sur case noire c7 · Dame noire sur case noire e7 · Pion noir sur case blanche f7 · Pion noir sur case noire g7 · Pion noir sur case noire b6 · Fou noir sur case blanche e6 · Pion noir sur case noire h6 · Pion noir sur case blanche d5 · Pion blanc sur case noire d4 · Pion blanc sur case noire e3 · Cavalier blanc sur case blanche f3 · Pion blanc sur case blanche a2 · Pion blanc sur case noire b2 · Pion blanc sur case noire f2 · Pion blanc sur case blanche g2 · Pion blanc sur case noire h2 · Tour blanche sur case noire c1 · Dame blanche sur case blanche d1 · Roi blanc sur case noire e1 · Fou blanc sur case blanche f1 · Tour blanche sur case blanche h1 | Tour noire sur case blanche a8 · Cavalier noir sur case noire b8 · Tour noire sur case noire f8 · Roi noir sur case blanche g8 · Pion noir sur case noire a7 · Pion noir sur case noire c7 · Dame noire sur case noire e7 · Pion noir sur case blanche f7 · Pion noir sur case noire g7 · Pion noir sur case noire b6 · Fou noir sur case blanche e6 · Pion noir sur case noire h6 · Pion noir sur case blanche d5 · Pion blanc sur case noire d4 · Pion blanc sur case noire e3 · Cavalier blanc sur case blanche f3 · Pion blanc sur case blanche a2 · Pion blanc sur case noire b2 · Pion blanc sur case noire f2 · Pion blanc sur case blanche g2 · Pion blanc sur case noire h2 · Tour blanche sur case noire c1 · Dame blanche sur case blanche d1 · Roi blanc sur case noire e1 · Fou blanc sur case blanche f1 · Tour blanche sur case blanche h1 | Tour noire sur case blanche a8 · Cavalier noir sur case noire b8 · Tour noire sur case noire f8 · Roi noir sur case blanche g8 · Pion noir sur case noire a7 · Pion noir sur case noire c7 · Dame noire sur case noire e7 · Pion noir sur case blanche f7 · Pion noir sur case noire g7 · Pion noir sur case noire b6 · Fou noir sur case blanche e6 · Pion noir sur case noire h6 · Pion noir sur case blanche d5 · Pion blanc sur case noire d4 · Pion blanc sur case noire e3 · Cavalier blanc sur case blanche f3 · Pion blanc sur case blanche a2 · Pion blanc sur case noire b2 · Pion blanc sur case noire f2 · Pion blanc sur case blanche g2 · Pion blanc sur case noire h2 · Tour blanche sur case noire c1 · Dame blanche sur case blanche d1 · Roi blanc sur case noire e1 · Fou blanc sur case blanche f1 · Tour blanche sur case blanche h1 | Tour noire sur case blanche a8 · Cavalier noir sur case noire b8 · Tour noire sur case noire f8 · Roi noir sur case blanche g8 · Pion noir sur case noire a7 · Pion noir sur case noire c7 · Dame noire sur case noire e7 · Pion noir sur case blanche f7 · Pion noir sur case noire g7 · Pion noir sur case noire b6 · Fou noir sur case blanche e6 · Pion noir sur case noire h6 · Pion noir sur case blanche d5 · Pion blanc sur case noire d4 · Pion blanc sur case noire e3 · Cavalier blanc sur case blanche f3 · Pion blanc sur case blanche a2 · Pion blanc sur case noire b2 · Pion blanc sur case noire f2 · Pion blanc sur case blanche g2 · Pion blanc sur case noire h2 · Tour blanche sur case noire c1 · Dame blanche sur case blanche d1 · Roi blanc sur case noire e1 · Fou blanc sur case blanche f1 · Tour blanche sur case blanche h1 | 1 |
|   | a | b | c | d | e | f | g | h |   |

Fischer a surpris son adversaire avec une ouverture inattendue, 1. c4, un des très rares cas dans sa carrière où il n'a pas joué 1. e4. Spassky a joué la variante Tartakover du gambit dame refusé (code ECO D59), son choix favori dans de nombreux tournois, et une ligne avec laquelle il n'avait jamais perdu.
1. c4!?! e6 2. Cf3 d5 3. d4 Cf6 4. Cc3 Fe7 5. Fg5 0-0 6. e3 h6 7. Fh4 b6 (7...b6 permet ...Fb7, résolvant le problème du « mauvais Fou », mais permet aussi ...c5 sans qu'après d4xc5 le pion d5 devienne isolé) 8. cxd5 Cxd5! (10...exd5?! 9. Fd3!) 9. Fxe7 Dxe7 10. Cxd5! exd5 11. Tc1 Fe6! (voir diagramme ; Fernando Arrabal : « Cette case pour le Fou est préférable à Fb7. Étant donné que le  « plan » des Noirs consiste à profiter de la majorité de pions sur l'aile de la Dame, Fe6 soutiendra davantage la marée de Pions a7-b6-c6-d5 lorsqu'elle se mettra en mouvement. ») 12. Da4 c5 13. Da3 Tc8

### Milieu de partie
Contrairement à certaines de ses victoires tactiques éclatantes, la partie montre la maîtrise stratégique et technique de Fischer dans le milieu de jeu. Fischer a montré une compréhension profonde de la position pour une ouverture extrêmement rare chez lui
. Une fois encore dans le « match du siècle », Spassky a joué passivement.
|   | a | b | c | d | e | f | g | h |   |
| 8 | Tour noire sur case blanche c8 · Dame noire sur case noire f8 · Roi noir sur case blanche g8 · Tour noire sur case noire a7 · Cavalier noir sur case blanche d7 · Pion noir sur case noire g7 · Pion noir sur case blanche a6 · Pion noir sur case blanche e6 · Pion noir sur case noire h6 · Pion noir sur case noire c5 · Pion noir sur case blanche d5 · Dame blanche sur case noire a3 · Pion blanc sur case noire e3 · Pion blanc sur case blanche a2 · Pion blanc sur case noire b2 · Fou blanc sur case blanche e2 · Pion blanc sur case noire f2 · Pion blanc sur case blanche g2 · Pion blanc sur case noire h2 · Tour blanche sur case noire c1 · Tour blanche sur case blanche f1 · Roi blanc sur case noire g1 | Tour noire sur case blanche c8 · Dame noire sur case noire f8 · Roi noir sur case blanche g8 · Tour noire sur case noire a7 · Cavalier noir sur case blanche d7 · Pion noir sur case noire g7 · Pion noir sur case blanche a6 · Pion noir sur case blanche e6 · Pion noir sur case noire h6 · Pion noir sur case noire c5 · Pion noir sur case blanche d5 · Dame blanche sur case noire a3 · Pion blanc sur case noire e3 · Pion blanc sur case blanche a2 · Pion blanc sur case noire b2 · Fou blanc sur case blanche e2 · Pion blanc sur case noire f2 · Pion blanc sur case blanche g2 · Pion blanc sur case noire h2 · Tour blanche sur case noire c1 · Tour blanche sur case blanche f1 · Roi blanc sur case noire g1 | Tour noire sur case blanche c8 · Dame noire sur case noire f8 · Roi noir sur case blanche g8 · Tour noire sur case noire a7 · Cavalier noir sur case blanche d7 · Pion noir sur case noire g7 · Pion noir sur case blanche a6 · Pion noir sur case blanche e6 · Pion noir sur case noire h6 · Pion noir sur case noire c5 · Pion noir sur case blanche d5 · Dame blanche sur case noire a3 · Pion blanc sur case noire e3 · Pion blanc sur case blanche a2 · Pion blanc sur case noire b2 · Fou blanc sur case blanche e2 · Pion blanc sur case noire f2 · Pion blanc sur case blanche g2 · Pion blanc sur case noire h2 · Tour blanche sur case noire c1 · Tour blanche sur case blanche f1 · Roi blanc sur case noire g1 | Tour noire sur case blanche c8 · Dame noire sur case noire f8 · Roi noir sur case blanche g8 · Tour noire sur case noire a7 · Cavalier noir sur case blanche d7 · Pion noir sur case noire g7 · Pion noir sur case blanche a6 · Pion noir sur case blanche e6 · Pion noir sur case noire h6 · Pion noir sur case noire c5 · Pion noir sur case blanche d5 · Dame blanche sur case noire a3 · Pion blanc sur case noire e3 · Pion blanc sur case blanche a2 · Pion blanc sur case noire b2 · Fou blanc sur case blanche e2 · Pion blanc sur case noire f2 · Pion blanc sur case blanche g2 · Pion blanc sur case noire h2 · Tour blanche sur case noire c1 · Tour blanche sur case blanche f1 · Roi blanc sur case noire g1 | Tour noire sur case blanche c8 · Dame noire sur case noire f8 · Roi noir sur case blanche g8 · Tour noire sur case noire a7 · Cavalier noir sur case blanche d7 · Pion noir sur case noire g7 · Pion noir sur case blanche a6 · Pion noir sur case blanche e6 · Pion noir sur case noire h6 · Pion noir sur case noire c5 · Pion noir sur case blanche d5 · Dame blanche sur case noire a3 · Pion blanc sur case noire e3 · Pion blanc sur case blanche a2 · Pion blanc sur case noire b2 · Fou blanc sur case blanche e2 · Pion blanc sur case noire f2 · Pion blanc sur case blanche g2 · Pion blanc sur case noire h2 · Tour blanche sur case noire c1 · Tour blanche sur case blanche f1 · Roi blanc sur case noire g1 | Tour noire sur case blanche c8 · Dame noire sur case noire f8 · Roi noir sur case blanche g8 · Tour noire sur case noire a7 · Cavalier noir sur case blanche d7 · Pion noir sur case noire g7 · Pion noir sur case blanche a6 · Pion noir sur case blanche e6 · Pion noir sur case noire h6 · Pion noir sur case noire c5 · Pion noir sur case blanche d5 · Dame blanche sur case noire a3 · Pion blanc sur case noire e3 · Pion blanc sur case blanche a2 · Pion blanc sur case noire b2 · Fou blanc sur case blanche e2 · Pion blanc sur case noire f2 · Pion blanc sur case blanche g2 · Pion blanc sur case noire h2 · Tour blanche sur case noire c1 · Tour blanche sur case blanche f1 · Roi blanc sur case noire g1 | Tour noire sur case blanche c8 · Dame noire sur case noire f8 · Roi noir sur case blanche g8 · Tour noire sur case noire a7 · Cavalier noir sur case blanche d7 · Pion noir sur case noire g7 · Pion noir sur case blanche a6 · Pion noir sur case blanche e6 · Pion noir sur case noire h6 · Pion noir sur case noire c5 · Pion noir sur case blanche d5 · Dame blanche sur case noire a3 · Pion blanc sur case noire e3 · Pion blanc sur case blanche a2 · Pion blanc sur case noire b2 · Fou blanc sur case blanche e2 · Pion blanc sur case noire f2 · Pion blanc sur case blanche g2 · Pion blanc sur case noire h2 · Tour blanche sur case noire c1 · Tour blanche sur case blanche f1 · Roi blanc sur case noire g1 | Tour noire sur case blanche c8 · Dame noire sur case noire f8 · Roi noir sur case blanche g8 · Tour noire sur case noire a7 · Cavalier noir sur case blanche d7 · Pion noir sur case noire g7 · Pion noir sur case blanche a6 · Pion noir sur case blanche e6 · Pion noir sur case noire h6 · Pion noir sur case noire c5 · Pion noir sur case blanche d5 · Dame blanche sur case noire a3 · Pion blanc sur case noire e3 · Pion blanc sur case blanche a2 · Pion blanc sur case noire b2 · Fou blanc sur case blanche e2 · Pion blanc sur case noire f2 · Pion blanc sur case blanche g2 · Pion blanc sur case noire h2 · Tour blanche sur case noire c1 · Tour blanche sur case blanche f1 · Roi blanc sur case noire g1 | 8 |
| 7 | Tour noire sur case blanche c8 · Dame noire sur case noire f8 · Roi noir sur case blanche g8 · Tour noire sur case noire a7 · Cavalier noir sur case blanche d7 · Pion noir sur case noire g7 · Pion noir sur case blanche a6 · Pion noir sur case blanche e6 · Pion noir sur case noire h6 · Pion noir sur case noire c5 · Pion noir sur case blanche d5 · Dame blanche sur case noire a3 · Pion blanc sur case noire e3 · Pion blanc sur case blanche a2 · Pion blanc sur case noire b2 · Fou blanc sur case blanche e2 · Pion blanc sur case noire f2 · Pion blanc sur case blanche g2 · Pion blanc sur case noire h2 · Tour blanche sur case noire c1 · Tour blanche sur case blanche f1 · Roi blanc sur case noire g1 | Tour noire sur case blanche c8 · Dame noire sur case noire f8 · Roi noir sur case blanche g8 · Tour noire sur case noire a7 · Cavalier noir sur case blanche d7 · Pion noir sur case noire g7 · Pion noir sur case blanche a6 · Pion noir sur case blanche e6 · Pion noir sur case noire h6 · Pion noir sur case noire c5 · Pion noir sur case blanche d5 · Dame blanche sur case noire a3 · Pion blanc sur case noire e3 · Pion blanc sur case blanche a2 · Pion blanc sur case noire b2 · Fou blanc sur case blanche e2 · Pion blanc sur case noire f2 · Pion blanc sur case blanche g2 · Pion blanc sur case noire h2 · Tour blanche sur case noire c1 · Tour blanche sur case blanche f1 · Roi blanc sur case noire g1 | Tour noire sur case blanche c8 · Dame noire sur case noire f8 · Roi noir sur case blanche g8 · Tour noire sur case noire a7 · Cavalier noir sur case blanche d7 · Pion noir sur case noire g7 · Pion noir sur case blanche a6 · Pion noir sur case blanche e6 · Pion noir sur case noire h6 · Pion noir sur case noire c5 · Pion noir sur case blanche d5 · Dame blanche sur case noire a3 · Pion blanc sur case noire e3 · Pion blanc sur case blanche a2 · Pion blanc sur case noire b2 · Fou blanc sur case blanche e2 · Pion blanc sur case noire f2 · Pion blanc sur case blanche g2 · Pion blanc sur case noire h2 · Tour blanche sur case noire c1 · Tour blanche sur case blanche f1 · Roi blanc sur case noire g1 | Tour noire sur case blanche c8 · Dame noire sur case noire f8 · Roi noir sur case blanche g8 · Tour noire sur case noire a7 · Cavalier noir sur case blanche d7 · Pion noir sur case noire g7 · Pion noir sur case blanche a6 · Pion noir sur case blanche e6 · Pion noir sur case noire h6 · Pion noir sur case noire c5 · Pion noir sur case blanche d5 · Dame blanche sur case noire a3 · Pion blanc sur case noire e3 · Pion blanc sur case blanche a2 · Pion blanc sur case noire b2 · Fou blanc sur case blanche e2 · Pion blanc sur case noire f2 · Pion blanc sur case blanche g2 · Pion blanc sur case noire h2 · Tour blanche sur case noire c1 · Tour blanche sur case blanche f1 · Roi blanc sur case noire g1 | Tour noire sur case blanche c8 · Dame noire sur case noire f8 · Roi noir sur case blanche g8 · Tour noire sur case noire a7 · Cavalier noir sur case blanche d7 · Pion noir sur case noire g7 · Pion noir sur case blanche a6 · Pion noir sur case blanche e6 · Pion noir sur case noire h6 · Pion noir sur case noire c5 · Pion noir sur case blanche d5 · Dame blanche sur case noire a3 · Pion blanc sur case noire e3 · Pion blanc sur case blanche a2 · Pion blanc sur case noire b2 · Fou blanc sur case blanche e2 · Pion blanc sur case noire f2 · Pion blanc sur case blanche g2 · Pion blanc sur case noire h2 · Tour blanche sur case noire c1 · Tour blanche sur case blanche f1 · Roi blanc sur case noire g1 | Tour noire sur case blanche c8 · Dame noire sur case noire f8 · Roi noir sur case blanche g8 · Tour noire sur case noire a7 · Cavalier noir sur case blanche d7 · Pion noir sur case noire g7 · Pion noir sur case blanche a6 · Pion noir sur case blanche e6 · Pion noir sur case noire h6 · Pion noir sur case noire c5 · Pion noir sur case blanche d5 · Dame blanche sur case noire a3 · Pion blanc sur case noire e3 · Pion blanc sur case blanche a2 · Pion blanc sur case noire b2 · Fou blanc sur case blanche e2 · Pion blanc sur case noire f2 · Pion blanc sur case blanche g2 · Pion blanc sur case noire h2 · Tour blanche sur case noire c1 · Tour blanche sur case blanche f1 · Roi blanc sur case noire g1 | Tour noire sur case blanche c8 · Dame noire sur case noire f8 · Roi noir sur case blanche g8 · Tour noire sur case noire a7 · Cavalier noir sur case blanche d7 · Pion noir sur case noire g7 · Pion noir sur case blanche a6 · Pion noir sur case blanche e6 · Pion noir sur case noire h6 · Pion noir sur case noire c5 · Pion noir sur case blanche d5 · Dame blanche sur case noire a3 · Pion blanc sur case noire e3 · Pion blanc sur case blanche a2 · Pion blanc sur case noire b2 · Fou blanc sur case blanche e2 · Pion blanc sur case noire f2 · Pion blanc sur case blanche g2 · Pion blanc sur case noire h2 · Tour blanche sur case noire c1 · Tour blanche sur case blanche f1 · Roi blanc sur case noire g1 | Tour noire sur case blanche c8 · Dame noire sur case noire f8 · Roi noir sur case blanche g8 · Tour noire sur case noire a7 · Cavalier noir sur case blanche d7 · Pion noir sur case noire g7 · Pion noir sur case blanche a6 · Pion noir sur case blanche e6 · Pion noir sur case noire h6 · Pion noir sur case noire c5 · Pion noir sur case blanche d5 · Dame blanche sur case noire a3 · Pion blanc sur case noire e3 · Pion blanc sur case blanche a2 · Pion blanc sur case noire b2 · Fou blanc sur case blanche e2 · Pion blanc sur case noire f2 · Pion blanc sur case blanche g2 · Pion blanc sur case noire h2 · Tour blanche sur case noire c1 · Tour blanche sur case blanche f1 · Roi blanc sur case noire g1 | 7 |
| 6 | Tour noire sur case blanche c8 · Dame noire sur case noire f8 · Roi noir sur case blanche g8 · Tour noire sur case noire a7 · Cavalier noir sur case blanche d7 · Pion noir sur case noire g7 · Pion noir sur case blanche a6 · Pion noir sur case blanche e6 · Pion noir sur case noire h6 · Pion noir sur case noire c5 · Pion noir sur case blanche d5 · Dame blanche sur case noire a3 · Pion blanc sur case noire e3 · Pion blanc sur case blanche a2 · Pion blanc sur case noire b2 · Fou blanc sur case blanche e2 · Pion blanc sur case noire f2 · Pion blanc sur case blanche g2 · Pion blanc sur case noire h2 · Tour blanche sur case noire c1 · Tour blanche sur case blanche f1 · Roi blanc sur case noire g1 | Tour noire sur case blanche c8 · Dame noire sur case noire f8 · Roi noir sur case blanche g8 · Tour noire sur case noire a7 · Cavalier noir sur case blanche d7 · Pion noir sur case noire g7 · Pion noir sur case blanche a6 · Pion noir sur case blanche e6 · Pion noir sur case noire h6 · Pion noir sur case noire c5 · Pion noir sur case blanche d5 · Dame blanche sur case noire a3 · Pion blanc sur case noire e3 · Pion blanc sur case blanche a2 · Pion blanc sur case noire b2 · Fou blanc sur case blanche e2 · Pion blanc sur case noire f2 · Pion blanc sur case blanche g2 · Pion blanc sur case noire h2 · Tour blanche sur case noire c1 · Tour blanche sur case blanche f1 · Roi blanc sur case noire g1 | Tour noire sur case blanche c8 · Dame noire sur case noire f8 · Roi noir sur case blanche g8 · Tour noire sur case noire a7 · Cavalier noir sur case blanche d7 · Pion noir sur case noire g7 · Pion noir sur case blanche a6 · Pion noir sur case blanche e6 · Pion noir sur case noire h6 · Pion noir sur case noire c5 · Pion noir sur case blanche d5 · Dame blanche sur case noire a3 · Pion blanc sur case noire e3 · Pion blanc sur case blanche a2 · Pion blanc sur case noire b2 · Fou blanc sur case blanche e2 · Pion blanc sur case noire f2 · Pion blanc sur case blanche g2 · Pion blanc sur case noire h2 · Tour blanche sur case noire c1 · Tour blanche sur case blanche f1 · Roi blanc sur case noire g1 | Tour noire sur case blanche c8 · Dame noire sur case noire f8 · Roi noir sur case blanche g8 · Tour noire sur case noire a7 · Cavalier noir sur case blanche d7 · Pion noir sur case noire g7 · Pion noir sur case blanche a6 · Pion noir sur case blanche e6 · Pion noir sur case noire h6 · Pion noir sur case noire c5 · Pion noir sur case blanche d5 · Dame blanche sur case noire a3 · Pion blanc sur case noire e3 · Pion blanc sur case blanche a2 · Pion blanc sur case noire b2 · Fou blanc sur case blanche e2 · Pion blanc sur case noire f2 · Pion blanc sur case blanche g2 · Pion blanc sur case noire h2 · Tour blanche sur case noire c1 · Tour blanche sur case blanche f1 · Roi blanc sur case noire g1 | Tour noire sur case blanche c8 · Dame noire sur case noire f8 · Roi noir sur case blanche g8 · Tour noire sur case noire a7 · Cavalier noir sur case blanche d7 · Pion noir sur case noire g7 · Pion noir sur case blanche a6 · Pion noir sur case blanche e6 · Pion noir sur case noire h6 · Pion noir sur case noire c5 · Pion noir sur case blanche d5 · Dame blanche sur case noire a3 · Pion blanc sur case noire e3 · Pion blanc sur case blanche a2 · Pion blanc sur case noire b2 · Fou blanc sur case blanche e2 · Pion blanc sur case noire f2 · Pion blanc sur case blanche g2 · Pion blanc sur case noire h2 · Tour blanche sur case noire c1 · Tour blanche sur case blanche f1 · Roi blanc sur case noire g1 | Tour noire sur case blanche c8 · Dame noire sur case noire f8 · Roi noir sur case blanche g8 · Tour noire sur case noire a7 · Cavalier noir sur case blanche d7 · Pion noir sur case noire g7 · Pion noir sur case blanche a6 · Pion noir sur case blanche e6 · Pion noir sur case noire h6 · Pion noir sur case noire c5 · Pion noir sur case blanche d5 · Dame blanche sur case noire a3 · Pion blanc sur case noire e3 · Pion blanc sur case blanche a2 · Pion blanc sur case noire b2 · Fou blanc sur case blanche e2 · Pion blanc sur case noire f2 · Pion blanc sur case blanche g2 · Pion blanc sur case noire h2 · Tour blanche sur case noire c1 · Tour blanche sur case blanche f1 · Roi blanc sur case noire g1 | Tour noire sur case blanche c8 · Dame noire sur case noire f8 · Roi noir sur case blanche g8 · Tour noire sur case noire a7 · Cavalier noir sur case blanche d7 · Pion noir sur case noire g7 · Pion noir sur case blanche a6 · Pion noir sur case blanche e6 · Pion noir sur case noire h6 · Pion noir sur case noire c5 · Pion noir sur case blanche d5 · Dame blanche sur case noire a3 · Pion blanc sur case noire e3 · Pion blanc sur case blanche a2 · Pion blanc sur case noire b2 · Fou blanc sur case blanche e2 · Pion blanc sur case noire f2 · Pion blanc sur case blanche g2 · Pion blanc sur case noire h2 · Tour blanche sur case noire c1 · Tour blanche sur case blanche f1 · Roi blanc sur case noire g1 | Tour noire sur case blanche c8 · Dame noire sur case noire f8 · Roi noir sur case blanche g8 · Tour noire sur case noire a7 · Cavalier noir sur case blanche d7 · Pion noir sur case noire g7 · Pion noir sur case blanche a6 · Pion noir sur case blanche e6 · Pion noir sur case noire h6 · Pion noir sur case noire c5 · Pion noir sur case blanche d5 · Dame blanche sur case noire a3 · Pion blanc sur case noire e3 · Pion blanc sur case blanche a2 · Pion blanc sur case noire b2 · Fou blanc sur case blanche e2 · Pion blanc sur case noire f2 · Pion blanc sur case blanche g2 · Pion blanc sur case noire h2 · Tour blanche sur case noire c1 · Tour blanche sur case blanche f1 · Roi blanc sur case noire g1 | 6 |
| 5 | Tour noire sur case blanche c8 · Dame noire sur case noire f8 · Roi noir sur case blanche g8 · Tour noire sur case noire a7 · Cavalier noir sur case blanche d7 · Pion noir sur case noire g7 · Pion noir sur case blanche a6 · Pion noir sur case blanche e6 · Pion noir sur case noire h6 · Pion noir sur case noire c5 · Pion noir sur case blanche d5 · Dame blanche sur case noire a3 · Pion blanc sur case noire e3 · Pion blanc sur case blanche a2 · Pion blanc sur case noire b2 · Fou blanc sur case blanche e2 · Pion blanc sur case noire f2 · Pion blanc sur case blanche g2 · Pion blanc sur case noire h2 · Tour blanche sur case noire c1 · Tour blanche sur case blanche f1 · Roi blanc sur case noire g1 | Tour noire sur case blanche c8 · Dame noire sur case noire f8 · Roi noir sur case blanche g8 · Tour noire sur case noire a7 · Cavalier noir sur case blanche d7 · Pion noir sur case noire g7 · Pion noir sur case blanche a6 · Pion noir sur case blanche e6 · Pion noir sur case noire h6 · Pion noir sur case noire c5 · Pion noir sur case blanche d5 · Dame blanche sur case noire a3 · Pion blanc sur case noire e3 · Pion blanc sur case blanche a2 · Pion blanc sur case noire b2 · Fou blanc sur case blanche e2 · Pion blanc sur case noire f2 · Pion blanc sur case blanche g2 · Pion blanc sur case noire h2 · Tour blanche sur case noire c1 · Tour blanche sur case blanche f1 · Roi blanc sur case noire g1 | Tour noire sur case blanche c8 · Dame noire sur case noire f8 · Roi noir sur case blanche g8 · Tour noire sur case noire a7 · Cavalier noir sur case blanche d7 · Pion noir sur case noire g7 · Pion noir sur case blanche a6 · Pion noir sur case blanche e6 · Pion noir sur case noire h6 · Pion noir sur case noire c5 · Pion noir sur case blanche d5 · Dame blanche sur case noire a3 · Pion blanc sur case noire e3 · Pion blanc sur case blanche a2 · Pion blanc sur case noire b2 · Fou blanc sur case blanche e2 · Pion blanc sur case noire f2 · Pion blanc sur case blanche g2 · Pion blanc sur case noire h2 · Tour blanche sur case noire c1 · Tour blanche sur case blanche f1 · Roi blanc sur case noire g1 | Tour noire sur case blanche c8 · Dame noire sur case noire f8 · Roi noir sur case blanche g8 · Tour noire sur case noire a7 · Cavalier noir sur case blanche d7 · Pion noir sur case noire g7 · Pion noir sur case blanche a6 · Pion noir sur case blanche e6 · Pion noir sur case noire h6 · Pion noir sur case noire c5 · Pion noir sur case blanche d5 · Dame blanche sur case noire a3 · Pion blanc sur case noire e3 · Pion blanc sur case blanche a2 · Pion blanc sur case noire b2 · Fou blanc sur case blanche e2 · Pion blanc sur case noire f2 · Pion blanc sur case blanche g2 · Pion blanc sur case noire h2 · Tour blanche sur case noire c1 · Tour blanche sur case blanche f1 · Roi blanc sur case noire g1 | Tour noire sur case blanche c8 · Dame noire sur case noire f8 · Roi noir sur case blanche g8 · Tour noire sur case noire a7 · Cavalier noir sur case blanche d7 · Pion noir sur case noire g7 · Pion noir sur case blanche a6 · Pion noir sur case blanche e6 · Pion noir sur case noire h6 · Pion noir sur case noire c5 · Pion noir sur case blanche d5 · Dame blanche sur case noire a3 · Pion blanc sur case noire e3 · Pion blanc sur case blanche a2 · Pion blanc sur case noire b2 · Fou blanc sur case blanche e2 · Pion blanc sur case noire f2 · Pion blanc sur case blanche g2 · Pion blanc sur case noire h2 · Tour blanche sur case noire c1 · Tour blanche sur case blanche f1 · Roi blanc sur case noire g1 | Tour noire sur case blanche c8 · Dame noire sur case noire f8 · Roi noir sur case blanche g8 · Tour noire sur case noire a7 · Cavalier noir sur case blanche d7 · Pion noir sur case noire g7 · Pion noir sur case blanche a6 · Pion noir sur case blanche e6 · Pion noir sur case noire h6 · Pion noir sur case noire c5 · Pion noir sur case blanche d5 · Dame blanche sur case noire a3 · Pion blanc sur case noire e3 · Pion blanc sur case blanche a2 · Pion blanc sur case noire b2 · Fou blanc sur case blanche e2 · Pion blanc sur case noire f2 · Pion blanc sur case blanche g2 · Pion blanc sur case noire h2 · Tour blanche sur case noire c1 · Tour blanche sur case blanche f1 · Roi blanc sur case noire g1 | Tour noire sur case blanche c8 · Dame noire sur case noire f8 · Roi noir sur case blanche g8 · Tour noire sur case noire a7 · Cavalier noir sur case blanche d7 · Pion noir sur case noire g7 · Pion noir sur case blanche a6 · Pion noir sur case blanche e6 · Pion noir sur case noire h6 · Pion noir sur case noire c5 · Pion noir sur case blanche d5 · Dame blanche sur case noire a3 · Pion blanc sur case noire e3 · Pion blanc sur case blanche a2 · Pion blanc sur case noire b2 · Fou blanc sur case blanche e2 · Pion blanc sur case noire f2 · Pion blanc sur case blanche g2 · Pion blanc sur case noire h2 · Tour blanche sur case noire c1 · Tour blanche sur case blanche f1 · Roi blanc sur case noire g1 | Tour noire sur case blanche c8 · Dame noire sur case noire f8 · Roi noir sur case blanche g8 · Tour noire sur case noire a7 · Cavalier noir sur case blanche d7 · Pion noir sur case noire g7 · Pion noir sur case blanche a6 · Pion noir sur case blanche e6 · Pion noir sur case noire h6 · Pion noir sur case noire c5 · Pion noir sur case blanche d5 · Dame blanche sur case noire a3 · Pion blanc sur case noire e3 · Pion blanc sur case blanche a2 · Pion blanc sur case noire b2 · Fou blanc sur case blanche e2 · Pion blanc sur case noire f2 · Pion blanc sur case blanche g2 · Pion blanc sur case noire h2 · Tour blanche sur case noire c1 · Tour blanche sur case blanche f1 · Roi blanc sur case noire g1 | 5 |
| 4 | Tour noire sur case blanche c8 · Dame noire sur case noire f8 · Roi noir sur case blanche g8 · Tour noire sur case noire a7 · Cavalier noir sur case blanche d7 · Pion noir sur case noire g7 · Pion noir sur case blanche a6 · Pion noir sur case blanche e6 · Pion noir sur case noire h6 · Pion noir sur case noire c5 · Pion noir sur case blanche d5 · Dame blanche sur case noire a3 · Pion blanc sur case noire e3 · Pion blanc sur case blanche a2 · Pion blanc sur case noire b2 · Fou blanc sur case blanche e2 · Pion blanc sur case noire f2 · Pion blanc sur case blanche g2 · Pion blanc sur case noire h2 · Tour blanche sur case noire c1 · Tour blanche sur case blanche f1 · Roi blanc sur case noire g1 | Tour noire sur case blanche c8 · Dame noire sur case noire f8 · Roi noir sur case blanche g8 · Tour noire sur case noire a7 · Cavalier noir sur case blanche d7 · Pion noir sur case noire g7 · Pion noir sur case blanche a6 · Pion noir sur case blanche e6 · Pion noir sur case noire h6 · Pion noir sur case noire c5 · Pion noir sur case blanche d5 · Dame blanche sur case noire a3 · Pion blanc sur case noire e3 · Pion blanc sur case blanche a2 · Pion blanc sur case noire b2 · Fou blanc sur case blanche e2 · Pion blanc sur case noire f2 · Pion blanc sur case blanche g2 · Pion blanc sur case noire h2 · Tour blanche sur case noire c1 · Tour blanche sur case blanche f1 · Roi blanc sur case noire g1 | Tour noire sur case blanche c8 · Dame noire sur case noire f8 · Roi noir sur case blanche g8 · Tour noire sur case noire a7 · Cavalier noir sur case blanche d7 · Pion noir sur case noire g7 · Pion noir sur case blanche a6 · Pion noir sur case blanche e6 · Pion noir sur case noire h6 · Pion noir sur case noire c5 · Pion noir sur case blanche d5 · Dame blanche sur case noire a3 · Pion blanc sur case noire e3 · Pion blanc sur case blanche a2 · Pion blanc sur case noire b2 · Fou blanc sur case blanche e2 · Pion blanc sur case noire f2 · Pion blanc sur case blanche g2 · Pion blanc sur case noire h2 · Tour blanche sur case noire c1 · Tour blanche sur case blanche f1 · Roi blanc sur case noire g1 | Tour noire sur case blanche c8 · Dame noire sur case noire f8 · Roi noir sur case blanche g8 · Tour noire sur case noire a7 · Cavalier noir sur case blanche d7 · Pion noir sur case noire g7 · Pion noir sur case blanche a6 · Pion noir sur case blanche e6 · Pion noir sur case noire h6 · Pion noir sur case noire c5 · Pion noir sur case blanche d5 · Dame blanche sur case noire a3 · Pion blanc sur case noire e3 · Pion blanc sur case blanche a2 · Pion blanc sur case noire b2 · Fou blanc sur case blanche e2 · Pion blanc sur case noire f2 · Pion blanc sur case blanche g2 · Pion blanc sur case noire h2 · Tour blanche sur case noire c1 · Tour blanche sur case blanche f1 · Roi blanc sur case noire g1 | Tour noire sur case blanche c8 · Dame noire sur case noire f8 · Roi noir sur case blanche g8 · Tour noire sur case noire a7 · Cavalier noir sur case blanche d7 · Pion noir sur case noire g7 · Pion noir sur case blanche a6 · Pion noir sur case blanche e6 · Pion noir sur case noire h6 · Pion noir sur case noire c5 · Pion noir sur case blanche d5 · Dame blanche sur case noire a3 · Pion blanc sur case noire e3 · Pion blanc sur case blanche a2 · Pion blanc sur case noire b2 · Fou blanc sur case blanche e2 · Pion blanc sur case noire f2 · Pion blanc sur case blanche g2 · Pion blanc sur case noire h2 · Tour blanche sur case noire c1 · Tour blanche sur case blanche f1 · Roi blanc sur case noire g1 | Tour noire sur case blanche c8 · Dame noire sur case noire f8 · Roi noir sur case blanche g8 · Tour noire sur case noire a7 · Cavalier noir sur case blanche d7 · Pion noir sur case noire g7 · Pion noir sur case blanche a6 · Pion noir sur case blanche e6 · Pion noir sur case noire h6 · Pion noir sur case noire c5 · Pion noir sur case blanche d5 · Dame blanche sur case noire a3 · Pion blanc sur case noire e3 · Pion blanc sur case blanche a2 · Pion blanc sur case noire b2 · Fou blanc sur case blanche e2 · Pion blanc sur case noire f2 · Pion blanc sur case blanche g2 · Pion blanc sur case noire h2 · Tour blanche sur case noire c1 · Tour blanche sur case blanche f1 · Roi blanc sur case noire g1 | Tour noire sur case blanche c8 · Dame noire sur case noire f8 · Roi noir sur case blanche g8 · Tour noire sur case noire a7 · Cavalier noir sur case blanche d7 · Pion noir sur case noire g7 · Pion noir sur case blanche a6 · Pion noir sur case blanche e6 · Pion noir sur case noire h6 · Pion noir sur case noire c5 · Pion noir sur case blanche d5 · Dame blanche sur case noire a3 · Pion blanc sur case noire e3 · Pion blanc sur case blanche a2 · Pion blanc sur case noire b2 · Fou blanc sur case blanche e2 · Pion blanc sur case noire f2 · Pion blanc sur case blanche g2 · Pion blanc sur case noire h2 · Tour blanche sur case noire c1 · Tour blanche sur case blanche f1 · Roi blanc sur case noire g1 | Tour noire sur case blanche c8 · Dame noire sur case noire f8 · Roi noir sur case blanche g8 · Tour noire sur case noire a7 · Cavalier noir sur case blanche d7 · Pion noir sur case noire g7 · Pion noir sur case blanche a6 · Pion noir sur case blanche e6 · Pion noir sur case noire h6 · Pion noir sur case noire c5 · Pion noir sur case blanche d5 · Dame blanche sur case noire a3 · Pion blanc sur case noire e3 · Pion blanc sur case blanche a2 · Pion blanc sur case noire b2 · Fou blanc sur case blanche e2 · Pion blanc sur case noire f2 · Pion blanc sur case blanche g2 · Pion blanc sur case noire h2 · Tour blanche sur case noire c1 · Tour blanche sur case blanche f1 · Roi blanc sur case noire g1 | 4 |
| 3 | Tour noire sur case blanche c8 · Dame noire sur case noire f8 · Roi noir sur case blanche g8 · Tour noire sur case noire a7 · Cavalier noir sur case blanche d7 · Pion noir sur case noire g7 · Pion noir sur case blanche a6 · Pion noir sur case blanche e6 · Pion noir sur case noire h6 · Pion noir sur case noire c5 · Pion noir sur case blanche d5 · Dame blanche sur case noire a3 · Pion blanc sur case noire e3 · Pion blanc sur case blanche a2 · Pion blanc sur case noire b2 · Fou blanc sur case blanche e2 · Pion blanc sur case noire f2 · Pion blanc sur case blanche g2 · Pion blanc sur case noire h2 · Tour blanche sur case noire c1 · Tour blanche sur case blanche f1 · Roi blanc sur case noire g1 | Tour noire sur case blanche c8 · Dame noire sur case noire f8 · Roi noir sur case blanche g8 · Tour noire sur case noire a7 · Cavalier noir sur case blanche d7 · Pion noir sur case noire g7 · Pion noir sur case blanche a6 · Pion noir sur case blanche e6 · Pion noir sur case noire h6 · Pion noir sur case noire c5 · Pion noir sur case blanche d5 · Dame blanche sur case noire a3 · Pion blanc sur case noire e3 · Pion blanc sur case blanche a2 · Pion blanc sur case noire b2 · Fou blanc sur case blanche e2 · Pion blanc sur case noire f2 · Pion blanc sur case blanche g2 · Pion blanc sur case noire h2 · Tour blanche sur case noire c1 · Tour blanche sur case blanche f1 · Roi blanc sur case noire g1 | Tour noire sur case blanche c8 · Dame noire sur case noire f8 · Roi noir sur case blanche g8 · Tour noire sur case noire a7 · Cavalier noir sur case blanche d7 · Pion noir sur case noire g7 · Pion noir sur case blanche a6 · Pion noir sur case blanche e6 · Pion noir sur case noire h6 · Pion noir sur case noire c5 · Pion noir sur case blanche d5 · Dame blanche sur case noire a3 · Pion blanc sur case noire e3 · Pion blanc sur case blanche a2 · Pion blanc sur case noire b2 · Fou blanc sur case blanche e2 · Pion blanc sur case noire f2 · Pion blanc sur case blanche g2 · Pion blanc sur case noire h2 · Tour blanche sur case noire c1 · Tour blanche sur case blanche f1 · Roi blanc sur case noire g1 | Tour noire sur case blanche c8 · Dame noire sur case noire f8 · Roi noir sur case blanche g8 · Tour noire sur case noire a7 · Cavalier noir sur case blanche d7 · Pion noir sur case noire g7 · Pion noir sur case blanche a6 · Pion noir sur case blanche e6 · Pion noir sur case noire h6 · Pion noir sur case noire c5 · Pion noir sur case blanche d5 · Dame blanche sur case noire a3 · Pion blanc sur case noire e3 · Pion blanc sur case blanche a2 · Pion blanc sur case noire b2 · Fou blanc sur case blanche e2 · Pion blanc sur case noire f2 · Pion blanc sur case blanche g2 · Pion blanc sur case noire h2 · Tour blanche sur case noire c1 · Tour blanche sur case blanche f1 · Roi blanc sur case noire g1 | Tour noire sur case blanche c8 · Dame noire sur case noire f8 · Roi noir sur case blanche g8 · Tour noire sur case noire a7 · Cavalier noir sur case blanche d7 · Pion noir sur case noire g7 · Pion noir sur case blanche a6 · Pion noir sur case blanche e6 · Pion noir sur case noire h6 · Pion noir sur case noire c5 · Pion noir sur case blanche d5 · Dame blanche sur case noire a3 · Pion blanc sur case noire e3 · Pion blanc sur case blanche a2 · Pion blanc sur case noire b2 · Fou blanc sur case blanche e2 · Pion blanc sur case noire f2 · Pion blanc sur case blanche g2 · Pion blanc sur case noire h2 · Tour blanche sur case noire c1 · Tour blanche sur case blanche f1 · Roi blanc sur case noire g1 | Tour noire sur case blanche c8 · Dame noire sur case noire f8 · Roi noir sur case blanche g8 · Tour noire sur case noire a7 · Cavalier noir sur case blanche d7 · Pion noir sur case noire g7 · Pion noir sur case blanche a6 · Pion noir sur case blanche e6 · Pion noir sur case noire h6 · Pion noir sur case noire c5 · Pion noir sur case blanche d5 · Dame blanche sur case noire a3 · Pion blanc sur case noire e3 · Pion blanc sur case blanche a2 · Pion blanc sur case noire b2 · Fou blanc sur case blanche e2 · Pion blanc sur case noire f2 · Pion blanc sur case blanche g2 · Pion blanc sur case noire h2 · Tour blanche sur case noire c1 · Tour blanche sur case blanche f1 · Roi blanc sur case noire g1 | Tour noire sur case blanche c8 · Dame noire sur case noire f8 · Roi noir sur case blanche g8 · Tour noire sur case noire a7 · Cavalier noir sur case blanche d7 · Pion noir sur case noire g7 · Pion noir sur case blanche a6 · Pion noir sur case blanche e6 · Pion noir sur case noire h6 · Pion noir sur case noire c5 · Pion noir sur case blanche d5 · Dame blanche sur case noire a3 · Pion blanc sur case noire e3 · Pion blanc sur case blanche a2 · Pion blanc sur case noire b2 · Fou blanc sur case blanche e2 · Pion blanc sur case noire f2 · Pion blanc sur case blanche g2 · Pion blanc sur case noire h2 · Tour blanche sur case noire c1 · Tour blanche sur case blanche f1 · Roi blanc sur case noire g1 | Tour noire sur case blanche c8 · Dame noire sur case noire f8 · Roi noir sur case blanche g8 · Tour noire sur case noire a7 · Cavalier noir sur case blanche d7 · Pion noir sur case noire g7 · Pion noir sur case blanche a6 · Pion noir sur case blanche e6 · Pion noir sur case noire h6 · Pion noir sur case noire c5 · Pion noir sur case blanche d5 · Dame blanche sur case noire a3 · Pion blanc sur case noire e3 · Pion blanc sur case blanche a2 · Pion blanc sur case noire b2 · Fou blanc sur case blanche e2 · Pion blanc sur case noire f2 · Pion blanc sur case blanche g2 · Pion blanc sur case noire h2 · Tour blanche sur case noire c1 · Tour blanche sur case blanche f1 · Roi blanc sur case noire g1 | 3 |
| 2 | Tour noire sur case blanche c8 · Dame noire sur case noire f8 · Roi noir sur case blanche g8 · Tour noire sur case noire a7 · Cavalier noir sur case blanche d7 · Pion noir sur case noire g7 · Pion noir sur case blanche a6 · Pion noir sur case blanche e6 · Pion noir sur case noire h6 · Pion noir sur case noire c5 · Pion noir sur case blanche d5 · Dame blanche sur case noire a3 · Pion blanc sur case noire e3 · Pion blanc sur case blanche a2 · Pion blanc sur case noire b2 · Fou blanc sur case blanche e2 · Pion blanc sur case noire f2 · Pion blanc sur case blanche g2 · Pion blanc sur case noire h2 · Tour blanche sur case noire c1 · Tour blanche sur case blanche f1 · Roi blanc sur case noire g1 | Tour noire sur case blanche c8 · Dame noire sur case noire f8 · Roi noir sur case blanche g8 · Tour noire sur case noire a7 · Cavalier noir sur case blanche d7 · Pion noir sur case noire g7 · Pion noir sur case blanche a6 · Pion noir sur case blanche e6 · Pion noir sur case noire h6 · Pion noir sur case noire c5 · Pion noir sur case blanche d5 · Dame blanche sur case noire a3 · Pion blanc sur case noire e3 · Pion blanc sur case blanche a2 · Pion blanc sur case noire b2 · Fou blanc sur case blanche e2 · Pion blanc sur case noire f2 · Pion blanc sur case blanche g2 · Pion blanc sur case noire h2 · Tour blanche sur case noire c1 · Tour blanche sur case blanche f1 · Roi blanc sur case noire g1 | Tour noire sur case blanche c8 · Dame noire sur case noire f8 · Roi noir sur case blanche g8 · Tour noire sur case noire a7 · Cavalier noir sur case blanche d7 · Pion noir sur case noire g7 · Pion noir sur case blanche a6 · Pion noir sur case blanche e6 · Pion noir sur case noire h6 · Pion noir sur case noire c5 · Pion noir sur case blanche d5 · Dame blanche sur case noire a3 · Pion blanc sur case noire e3 · Pion blanc sur case blanche a2 · Pion blanc sur case noire b2 · Fou blanc sur case blanche e2 · Pion blanc sur case noire f2 · Pion blanc sur case blanche g2 · Pion blanc sur case noire h2 · Tour blanche sur case noire c1 · Tour blanche sur case blanche f1 · Roi blanc sur case noire g1 | Tour noire sur case blanche c8 · Dame noire sur case noire f8 · Roi noir sur case blanche g8 · Tour noire sur case noire a7 · Cavalier noir sur case blanche d7 · Pion noir sur case noire g7 · Pion noir sur case blanche a6 · Pion noir sur case blanche e6 · Pion noir sur case noire h6 · Pion noir sur case noire c5 · Pion noir sur case blanche d5 · Dame blanche sur case noire a3 · Pion blanc sur case noire e3 · Pion blanc sur case blanche a2 · Pion blanc sur case noire b2 · Fou blanc sur case blanche e2 · Pion blanc sur case noire f2 · Pion blanc sur case blanche g2 · Pion blanc sur case noire h2 · Tour blanche sur case noire c1 · Tour blanche sur case blanche f1 · Roi blanc sur case noire g1 | Tour noire sur case blanche c8 · Dame noire sur case noire f8 · Roi noir sur case blanche g8 · Tour noire sur case noire a7 · Cavalier noir sur case blanche d7 · Pion noir sur case noire g7 · Pion noir sur case blanche a6 · Pion noir sur case blanche e6 · Pion noir sur case noire h6 · Pion noir sur case noire c5 · Pion noir sur case blanche d5 · Dame blanche sur case noire a3 · Pion blanc sur case noire e3 · Pion blanc sur case blanche a2 · Pion blanc sur case noire b2 · Fou blanc sur case blanche e2 · Pion blanc sur case noire f2 · Pion blanc sur case blanche g2 · Pion blanc sur case noire h2 · Tour blanche sur case noire c1 · Tour blanche sur case blanche f1 · Roi blanc sur case noire g1 | Tour noire sur case blanche c8 · Dame noire sur case noire f8 · Roi noir sur case blanche g8 · Tour noire sur case noire a7 · Cavalier noir sur case blanche d7 · Pion noir sur case noire g7 · Pion noir sur case blanche a6 · Pion noir sur case blanche e6 · Pion noir sur case noire h6 · Pion noir sur case noire c5 · Pion noir sur case blanche d5 · Dame blanche sur case noire a3 · Pion blanc sur case noire e3 · Pion blanc sur case blanche a2 · Pion blanc sur case noire b2 · Fou blanc sur case blanche e2 · Pion blanc sur case noire f2 · Pion blanc sur case blanche g2 · Pion blanc sur case noire h2 · Tour blanche sur case noire c1 · Tour blanche sur case blanche f1 · Roi blanc sur case noire g1 | Tour noire sur case blanche c8 · Dame noire sur case noire f8 · Roi noir sur case blanche g8 · Tour noire sur case noire a7 · Cavalier noir sur case blanche d7 · Pion noir sur case noire g7 · Pion noir sur case blanche a6 · Pion noir sur case blanche e6 · Pion noir sur case noire h6 · Pion noir sur case noire c5 · Pion noir sur case blanche d5 · Dame blanche sur case noire a3 · Pion blanc sur case noire e3 · Pion blanc sur case blanche a2 · Pion blanc sur case noire b2 · Fou blanc sur case blanche e2 · Pion blanc sur case noire f2 · Pion blanc sur case blanche g2 · Pion blanc sur case noire h2 · Tour blanche sur case noire c1 · Tour blanche sur case blanche f1 · Roi blanc sur case noire g1 | Tour noire sur case blanche c8 · Dame noire sur case noire f8 · Roi noir sur case blanche g8 · Tour noire sur case noire a7 · Cavalier noir sur case blanche d7 · Pion noir sur case noire g7 · Pion noir sur case blanche a6 · Pion noir sur case blanche e6 · Pion noir sur case noire h6 · Pion noir sur case noire c5 · Pion noir sur case blanche d5 · Dame blanche sur case noire a3 · Pion blanc sur case noire e3 · Pion blanc sur case blanche a2 · Pion blanc sur case noire b2 · Fou blanc sur case blanche e2 · Pion blanc sur case noire f2 · Pion blanc sur case blanche g2 · Pion blanc sur case noire h2 · Tour blanche sur case noire c1 · Tour blanche sur case blanche f1 · Roi blanc sur case noire g1 | 2 |
| 1 | Tour noire sur case blanche c8 · Dame noire sur case noire f8 · Roi noir sur case blanche g8 · Tour noire sur case noire a7 · Cavalier noir sur case blanche d7 · Pion noir sur case noire g7 · Pion noir sur case blanche a6 · Pion noir sur case blanche e6 · Pion noir sur case noire h6 · Pion noir sur case noire c5 · Pion noir sur case blanche d5 · Dame blanche sur case noire a3 · Pion blanc sur case noire e3 · Pion blanc sur case blanche a2 · Pion blanc sur case noire b2 · Fou blanc sur case blanche e2 · Pion blanc sur case noire f2 · Pion blanc sur case blanche g2 · Pion blanc sur case noire h2 · Tour blanche sur case noire c1 · Tour blanche sur case blanche f1 · Roi blanc sur case noire g1 | Tour noire sur case blanche c8 · Dame noire sur case noire f8 · Roi noir sur case blanche g8 · Tour noire sur case noire a7 · Cavalier noir sur case blanche d7 · Pion noir sur case noire g7 · Pion noir sur case blanche a6 · Pion noir sur case blanche e6 · Pion noir sur case noire h6 · Pion noir sur case noire c5 · Pion noir sur case blanche d5 · Dame blanche sur case noire a3 · Pion blanc sur case noire e3 · Pion blanc sur case blanche a2 · Pion blanc sur case noire b2 · Fou blanc sur case blanche e2 · Pion blanc sur case noire f2 · Pion blanc sur case blanche g2 · Pion blanc sur case noire h2 · Tour blanche sur case noire c1 · Tour blanche sur case blanche f1 · Roi blanc sur case noire g1 | Tour noire sur case blanche c8 · Dame noire sur case noire f8 · Roi noir sur case blanche g8 · Tour noire sur case noire a7 · Cavalier noir sur case blanche d7 · Pion noir sur case noire g7 · Pion noir sur case blanche a6 · Pion noir sur case blanche e6 · Pion noir sur case noire h6 · Pion noir sur case noire c5 · Pion noir sur case blanche d5 · Dame blanche sur case noire a3 · Pion blanc sur case noire e3 · Pion blanc sur case blanche a2 · Pion blanc sur case noire b2 · Fou blanc sur case blanche e2 · Pion blanc sur case noire f2 · Pion blanc sur case blanche g2 · Pion blanc sur case noire h2 · Tour blanche sur case noire c1 · Tour blanche sur case blanche f1 · Roi blanc sur case noire g1 | Tour noire sur case blanche c8 · Dame noire sur case noire f8 · Roi noir sur case blanche g8 · Tour noire sur case noire a7 · Cavalier noir sur case blanche d7 · Pion noir sur case noire g7 · Pion noir sur case blanche a6 · Pion noir sur case blanche e6 · Pion noir sur case noire h6 · Pion noir sur case noire c5 · Pion noir sur case blanche d5 · Dame blanche sur case noire a3 · Pion blanc sur case noire e3 · Pion blanc sur case blanche a2 · Pion blanc sur case noire b2 · Fou blanc sur case blanche e2 · Pion blanc sur case noire f2 · Pion blanc sur case blanche g2 · Pion blanc sur case noire h2 · Tour blanche sur case noire c1 · Tour blanche sur case blanche f1 · Roi blanc sur case noire g1 | Tour noire sur case blanche c8 · Dame noire sur case noire f8 · Roi noir sur case blanche g8 · Tour noire sur case noire a7 · Cavalier noir sur case blanche d7 · Pion noir sur case noire g7 · Pion noir sur case blanche a6 · Pion noir sur case blanche e6 · Pion noir sur case noire h6 · Pion noir sur case noire c5 · Pion noir sur case blanche d5 · Dame blanche sur case noire a3 · Pion blanc sur case noire e3 · Pion blanc sur case blanche a2 · Pion blanc sur case noire b2 · Fou blanc sur case blanche e2 · Pion blanc sur case noire f2 · Pion blanc sur case blanche g2 · Pion blanc sur case noire h2 · Tour blanche sur case noire c1 · Tour blanche sur case blanche f1 · Roi blanc sur case noire g1 | Tour noire sur case blanche c8 · Dame noire sur case noire f8 · Roi noir sur case blanche g8 · Tour noire sur case noire a7 · Cavalier noir sur case blanche d7 · Pion noir sur case noire g7 · Pion noir sur case blanche a6 · Pion noir sur case blanche e6 · Pion noir sur case noire h6 · Pion noir sur case noire c5 · Pion noir sur case blanche d5 · Dame blanche sur case noire a3 · Pion blanc sur case noire e3 · Pion blanc sur case blanche a2 · Pion blanc sur case noire b2 · Fou blanc sur case blanche e2 · Pion blanc sur case noire f2 · Pion blanc sur case blanche g2 · Pion blanc sur case noire h2 · Tour blanche sur case noire c1 · Tour blanche sur case blanche f1 · Roi blanc sur case noire g1 | Tour noire sur case blanche c8 · Dame noire sur case noire f8 · Roi noir sur case blanche g8 · Tour noire sur case noire a7 · Cavalier noir sur case blanche d7 · Pion noir sur case noire g7 · Pion noir sur case blanche a6 · Pion noir sur case blanche e6 · Pion noir sur case noire h6 · Pion noir sur case noire c5 · Pion noir sur case blanche d5 · Dame blanche sur case noire a3 · Pion blanc sur case noire e3 · Pion blanc sur case blanche a2 · Pion blanc sur case noire b2 · Fou blanc sur case blanche e2 · Pion blanc sur case noire f2 · Pion blanc sur case blanche g2 · Pion blanc sur case noire h2 · Tour blanche sur case noire c1 · Tour blanche sur case blanche f1 · Roi blanc sur case noire g1 | Tour noire sur case blanche c8 · Dame noire sur case noire f8 · Roi noir sur case blanche g8 · Tour noire sur case noire a7 · Cavalier noir sur case blanche d7 · Pion noir sur case noire g7 · Pion noir sur case blanche a6 · Pion noir sur case blanche e6 · Pion noir sur case noire h6 · Pion noir sur case noire c5 · Pion noir sur case blanche d5 · Dame blanche sur case noire a3 · Pion blanc sur case noire e3 · Pion blanc sur case blanche a2 · Pion blanc sur case noire b2 · Fou blanc sur case blanche e2 · Pion blanc sur case noire f2 · Pion blanc sur case blanche g2 · Pion blanc sur case noire h2 · Tour blanche sur case noire c1 · Tour blanche sur case blanche f1 · Roi blanc sur case noire g1 | 1 |
|   | a | b | c | d | e | f | g | h |   |

14. Fb5! a6?! (Efim Geller, un des secondants de Spassky, avait déjà trouvé 14...Db7! mais selon lui, Spassky avait oublié ce coup. La partie Timman-Geller, jouée à Hilversum en 1973, et remportée par Geller, s'est poursuivie par 14...Db7 15. dxc5! bxc5 16. Txc5 Txc5 17. Dxc5 Ca6!) 15. dxc5! (Spassky menaçait de jouer ...Ta7 et d'obtenir l'avantage avec ...axb5 ou ...c4. Le coup de Fischer empêche ...axb5 et rend ...c4 inoffensif) 15...bxc5 (Les Blancs ont infligé aux Noirs des pions pendants ; si 15...Txc5?! les Blancs conservent une meilleure structure de pions) 16. 0-0 Ta7?! (16...Db7! avec l'idée ...Db6) 17. Fe2 Cd7?! (17...c4! où 18. Dxe7 Txe7 19. Cd4 est adéquatement suivi par 19...Cc6) 18. Cd4! (Fischer met à profit avec finesse le clouage a3-f8 pour améliorer la position de ses pièces) 18...Df8? 19. Cxe6! fxe6 (voir diagramme) 20. e4! (Fischer menace de s'engouffrer en h3 avec sa Dame, mettant la pression sur le pion e6 et ouvrant la possibilité à Fg4) d4? (...dxe4! suivi de ...Cf6, bien qu'après 20...dxe4 21. Tc4! Cf6 22. Tfc1 Tac7 23. Dxa6, les problèmes des Noirs ne seraient pas réglés) 21. f4! De7 22. e5! (le Fou de cases noires de Fischer est très puissant (la diagonale qui mène au roi noir lui est notamment ouverte) alors que le Cavalier de Spassky est faible (très mal placé)) Tb8?! 23. Fc4! (menace f5) Rh8 24. Dh3! Cf8 (24...Tb6!) 25. b3! a5 26. f5! exf5 27. Txf5 Ch7

### Finale
|   | a | b | c | d | e | f | g | h |   |
| 8 | Dame noire sur case blanche e8 · Roi noir sur case noire h8 · Tour noire sur case noire c7 · Tour noire sur case noire e7 · Pion noir sur case noire g7 · Pion blanc sur case blanche e6 · Cavalier noir sur case noire f6 · Pion noir sur case noire h6 · Pion noir sur case noire a5 · Pion noir sur case noire c5 · Tour blanche sur case blanche f5 · Pion blanc sur case blanche a4 · Pion noir sur case noire d4 · Dame blanche sur case blanche e4 · Pion blanc sur case noire h4 · Pion blanc sur case blanche b3 · Fou blanc sur case blanche d3 · Tour blanche sur case blanche f3 · Pion blanc sur case blanche g2 · Roi blanc sur case noire g1 | Dame noire sur case blanche e8 · Roi noir sur case noire h8 · Tour noire sur case noire c7 · Tour noire sur case noire e7 · Pion noir sur case noire g7 · Pion blanc sur case blanche e6 · Cavalier noir sur case noire f6 · Pion noir sur case noire h6 · Pion noir sur case noire a5 · Pion noir sur case noire c5 · Tour blanche sur case blanche f5 · Pion blanc sur case blanche a4 · Pion noir sur case noire d4 · Dame blanche sur case blanche e4 · Pion blanc sur case noire h4 · Pion blanc sur case blanche b3 · Fou blanc sur case blanche d3 · Tour blanche sur case blanche f3 · Pion blanc sur case blanche g2 · Roi blanc sur case noire g1 | Dame noire sur case blanche e8 · Roi noir sur case noire h8 · Tour noire sur case noire c7 · Tour noire sur case noire e7 · Pion noir sur case noire g7 · Pion blanc sur case blanche e6 · Cavalier noir sur case noire f6 · Pion noir sur case noire h6 · Pion noir sur case noire a5 · Pion noir sur case noire c5 · Tour blanche sur case blanche f5 · Pion blanc sur case blanche a4 · Pion noir sur case noire d4 · Dame blanche sur case blanche e4 · Pion blanc sur case noire h4 · Pion blanc sur case blanche b3 · Fou blanc sur case blanche d3 · Tour blanche sur case blanche f3 · Pion blanc sur case blanche g2 · Roi blanc sur case noire g1 | Dame noire sur case blanche e8 · Roi noir sur case noire h8 · Tour noire sur case noire c7 · Tour noire sur case noire e7 · Pion noir sur case noire g7 · Pion blanc sur case blanche e6 · Cavalier noir sur case noire f6 · Pion noir sur case noire h6 · Pion noir sur case noire a5 · Pion noir sur case noire c5 · Tour blanche sur case blanche f5 · Pion blanc sur case blanche a4 · Pion noir sur case noire d4 · Dame blanche sur case blanche e4 · Pion blanc sur case noire h4 · Pion blanc sur case blanche b3 · Fou blanc sur case blanche d3 · Tour blanche sur case blanche f3 · Pion blanc sur case blanche g2 · Roi blanc sur case noire g1 | Dame noire sur case blanche e8 · Roi noir sur case noire h8 · Tour noire sur case noire c7 · Tour noire sur case noire e7 · Pion noir sur case noire g7 · Pion blanc sur case blanche e6 · Cavalier noir sur case noire f6 · Pion noir sur case noire h6 · Pion noir sur case noire a5 · Pion noir sur case noire c5 · Tour blanche sur case blanche f5 · Pion blanc sur case blanche a4 · Pion noir sur case noire d4 · Dame blanche sur case blanche e4 · Pion blanc sur case noire h4 · Pion blanc sur case blanche b3 · Fou blanc sur case blanche d3 · Tour blanche sur case blanche f3 · Pion blanc sur case blanche g2 · Roi blanc sur case noire g1 | Dame noire sur case blanche e8 · Roi noir sur case noire h8 · Tour noire sur case noire c7 · Tour noire sur case noire e7 · Pion noir sur case noire g7 · Pion blanc sur case blanche e6 · Cavalier noir sur case noire f6 · Pion noir sur case noire h6 · Pion noir sur case noire a5 · Pion noir sur case noire c5 · Tour blanche sur case blanche f5 · Pion blanc sur case blanche a4 · Pion noir sur case noire d4 · Dame blanche sur case blanche e4 · Pion blanc sur case noire h4 · Pion blanc sur case blanche b3 · Fou blanc sur case blanche d3 · Tour blanche sur case blanche f3 · Pion blanc sur case blanche g2 · Roi blanc sur case noire g1 | Dame noire sur case blanche e8 · Roi noir sur case noire h8 · Tour noire sur case noire c7 · Tour noire sur case noire e7 · Pion noir sur case noire g7 · Pion blanc sur case blanche e6 · Cavalier noir sur case noire f6 · Pion noir sur case noire h6 · Pion noir sur case noire a5 · Pion noir sur case noire c5 · Tour blanche sur case blanche f5 · Pion blanc sur case blanche a4 · Pion noir sur case noire d4 · Dame blanche sur case blanche e4 · Pion blanc sur case noire h4 · Pion blanc sur case blanche b3 · Fou blanc sur case blanche d3 · Tour blanche sur case blanche f3 · Pion blanc sur case blanche g2 · Roi blanc sur case noire g1 | Dame noire sur case blanche e8 · Roi noir sur case noire h8 · Tour noire sur case noire c7 · Tour noire sur case noire e7 · Pion noir sur case noire g7 · Pion blanc sur case blanche e6 · Cavalier noir sur case noire f6 · Pion noir sur case noire h6 · Pion noir sur case noire a5 · Pion noir sur case noire c5 · Tour blanche sur case blanche f5 · Pion blanc sur case blanche a4 · Pion noir sur case noire d4 · Dame blanche sur case blanche e4 · Pion blanc sur case noire h4 · Pion blanc sur case blanche b3 · Fou blanc sur case blanche d3 · Tour blanche sur case blanche f3 · Pion blanc sur case blanche g2 · Roi blanc sur case noire g1 | 8 |
| 7 | Dame noire sur case blanche e8 · Roi noir sur case noire h8 · Tour noire sur case noire c7 · Tour noire sur case noire e7 · Pion noir sur case noire g7 · Pion blanc sur case blanche e6 · Cavalier noir sur case noire f6 · Pion noir sur case noire h6 · Pion noir sur case noire a5 · Pion noir sur case noire c5 · Tour blanche sur case blanche f5 · Pion blanc sur case blanche a4 · Pion noir sur case noire d4 · Dame blanche sur case blanche e4 · Pion blanc sur case noire h4 · Pion blanc sur case blanche b3 · Fou blanc sur case blanche d3 · Tour blanche sur case blanche f3 · Pion blanc sur case blanche g2 · Roi blanc sur case noire g1 | Dame noire sur case blanche e8 · Roi noir sur case noire h8 · Tour noire sur case noire c7 · Tour noire sur case noire e7 · Pion noir sur case noire g7 · Pion blanc sur case blanche e6 · Cavalier noir sur case noire f6 · Pion noir sur case noire h6 · Pion noir sur case noire a5 · Pion noir sur case noire c5 · Tour blanche sur case blanche f5 · Pion blanc sur case blanche a4 · Pion noir sur case noire d4 · Dame blanche sur case blanche e4 · Pion blanc sur case noire h4 · Pion blanc sur case blanche b3 · Fou blanc sur case blanche d3 · Tour blanche sur case blanche f3 · Pion blanc sur case blanche g2 · Roi blanc sur case noire g1 | Dame noire sur case blanche e8 · Roi noir sur case noire h8 · Tour noire sur case noire c7 · Tour noire sur case noire e7 · Pion noir sur case noire g7 · Pion blanc sur case blanche e6 · Cavalier noir sur case noire f6 · Pion noir sur case noire h6 · Pion noir sur case noire a5 · Pion noir sur case noire c5 · Tour blanche sur case blanche f5 · Pion blanc sur case blanche a4 · Pion noir sur case noire d4 · Dame blanche sur case blanche e4 · Pion blanc sur case noire h4 · Pion blanc sur case blanche b3 · Fou blanc sur case blanche d3 · Tour blanche sur case blanche f3 · Pion blanc sur case blanche g2 · Roi blanc sur case noire g1 | Dame noire sur case blanche e8 · Roi noir sur case noire h8 · Tour noire sur case noire c7 · Tour noire sur case noire e7 · Pion noir sur case noire g7 · Pion blanc sur case blanche e6 · Cavalier noir sur case noire f6 · Pion noir sur case noire h6 · Pion noir sur case noire a5 · Pion noir sur case noire c5 · Tour blanche sur case blanche f5 · Pion blanc sur case blanche a4 · Pion noir sur case noire d4 · Dame blanche sur case blanche e4 · Pion blanc sur case noire h4 · Pion blanc sur case blanche b3 · Fou blanc sur case blanche d3 · Tour blanche sur case blanche f3 · Pion blanc sur case blanche g2 · Roi blanc sur case noire g1 | Dame noire sur case blanche e8 · Roi noir sur case noire h8 · Tour noire sur case noire c7 · Tour noire sur case noire e7 · Pion noir sur case noire g7 · Pion blanc sur case blanche e6 · Cavalier noir sur case noire f6 · Pion noir sur case noire h6 · Pion noir sur case noire a5 · Pion noir sur case noire c5 · Tour blanche sur case blanche f5 · Pion blanc sur case blanche a4 · Pion noir sur case noire d4 · Dame blanche sur case blanche e4 · Pion blanc sur case noire h4 · Pion blanc sur case blanche b3 · Fou blanc sur case blanche d3 · Tour blanche sur case blanche f3 · Pion blanc sur case blanche g2 · Roi blanc sur case noire g1 | Dame noire sur case blanche e8 · Roi noir sur case noire h8 · Tour noire sur case noire c7 · Tour noire sur case noire e7 · Pion noir sur case noire g7 · Pion blanc sur case blanche e6 · Cavalier noir sur case noire f6 · Pion noir sur case noire h6 · Pion noir sur case noire a5 · Pion noir sur case noire c5 · Tour blanche sur case blanche f5 · Pion blanc sur case blanche a4 · Pion noir sur case noire d4 · Dame blanche sur case blanche e4 · Pion blanc sur case noire h4 · Pion blanc sur case blanche b3 · Fou blanc sur case blanche d3 · Tour blanche sur case blanche f3 · Pion blanc sur case blanche g2 · Roi blanc sur case noire g1 | Dame noire sur case blanche e8 · Roi noir sur case noire h8 · Tour noire sur case noire c7 · Tour noire sur case noire e7 · Pion noir sur case noire g7 · Pion blanc sur case blanche e6 · Cavalier noir sur case noire f6 · Pion noir sur case noire h6 · Pion noir sur case noire a5 · Pion noir sur case noire c5 · Tour blanche sur case blanche f5 · Pion blanc sur case blanche a4 · Pion noir sur case noire d4 · Dame blanche sur case blanche e4 · Pion blanc sur case noire h4 · Pion blanc sur case blanche b3 · Fou blanc sur case blanche d3 · Tour blanche sur case blanche f3 · Pion blanc sur case blanche g2 · Roi blanc sur case noire g1 | Dame noire sur case blanche e8 · Roi noir sur case noire h8 · Tour noire sur case noire c7 · Tour noire sur case noire e7 · Pion noir sur case noire g7 · Pion blanc sur case blanche e6 · Cavalier noir sur case noire f6 · Pion noir sur case noire h6 · Pion noir sur case noire a5 · Pion noir sur case noire c5 · Tour blanche sur case blanche f5 · Pion blanc sur case blanche a4 · Pion noir sur case noire d4 · Dame blanche sur case blanche e4 · Pion blanc sur case noire h4 · Pion blanc sur case blanche b3 · Fou blanc sur case blanche d3 · Tour blanche sur case blanche f3 · Pion blanc sur case blanche g2 · Roi blanc sur case noire g1 | 7 |
| 6 | Dame noire sur case blanche e8 · Roi noir sur case noire h8 · Tour noire sur case noire c7 · Tour noire sur case noire e7 · Pion noir sur case noire g7 · Pion blanc sur case blanche e6 · Cavalier noir sur case noire f6 · Pion noir sur case noire h6 · Pion noir sur case noire a5 · Pion noir sur case noire c5 · Tour blanche sur case blanche f5 · Pion blanc sur case blanche a4 · Pion noir sur case noire d4 · Dame blanche sur case blanche e4 · Pion blanc sur case noire h4 · Pion blanc sur case blanche b3 · Fou blanc sur case blanche d3 · Tour blanche sur case blanche f3 · Pion blanc sur case blanche g2 · Roi blanc sur case noire g1 | Dame noire sur case blanche e8 · Roi noir sur case noire h8 · Tour noire sur case noire c7 · Tour noire sur case noire e7 · Pion noir sur case noire g7 · Pion blanc sur case blanche e6 · Cavalier noir sur case noire f6 · Pion noir sur case noire h6 · Pion noir sur case noire a5 · Pion noir sur case noire c5 · Tour blanche sur case blanche f5 · Pion blanc sur case blanche a4 · Pion noir sur case noire d4 · Dame blanche sur case blanche e4 · Pion blanc sur case noire h4 · Pion blanc sur case blanche b3 · Fou blanc sur case blanche d3 · Tour blanche sur case blanche f3 · Pion blanc sur case blanche g2 · Roi blanc sur case noire g1 | Dame noire sur case blanche e8 · Roi noir sur case noire h8 · Tour noire sur case noire c7 · Tour noire sur case noire e7 · Pion noir sur case noire g7 · Pion blanc sur case blanche e6 · Cavalier noir sur case noire f6 · Pion noir sur case noire h6 · Pion noir sur case noire a5 · Pion noir sur case noire c5 · Tour blanche sur case blanche f5 · Pion blanc sur case blanche a4 · Pion noir sur case noire d4 · Dame blanche sur case blanche e4 · Pion blanc sur case noire h4 · Pion blanc sur case blanche b3 · Fou blanc sur case blanche d3 · Tour blanche sur case blanche f3 · Pion blanc sur case blanche g2 · Roi blanc sur case noire g1 | Dame noire sur case blanche e8 · Roi noir sur case noire h8 · Tour noire sur case noire c7 · Tour noire sur case noire e7 · Pion noir sur case noire g7 · Pion blanc sur case blanche e6 · Cavalier noir sur case noire f6 · Pion noir sur case noire h6 · Pion noir sur case noire a5 · Pion noir sur case noire c5 · Tour blanche sur case blanche f5 · Pion blanc sur case blanche a4 · Pion noir sur case noire d4 · Dame blanche sur case blanche e4 · Pion blanc sur case noire h4 · Pion blanc sur case blanche b3 · Fou blanc sur case blanche d3 · Tour blanche sur case blanche f3 · Pion blanc sur case blanche g2 · Roi blanc sur case noire g1 | Dame noire sur case blanche e8 · Roi noir sur case noire h8 · Tour noire sur case noire c7 · Tour noire sur case noire e7 · Pion noir sur case noire g7 · Pion blanc sur case blanche e6 · Cavalier noir sur case noire f6 · Pion noir sur case noire h6 · Pion noir sur case noire a5 · Pion noir sur case noire c5 · Tour blanche sur case blanche f5 · Pion blanc sur case blanche a4 · Pion noir sur case noire d4 · Dame blanche sur case blanche e4 · Pion blanc sur case noire h4 · Pion blanc sur case blanche b3 · Fou blanc sur case blanche d3 · Tour blanche sur case blanche f3 · Pion blanc sur case blanche g2 · Roi blanc sur case noire g1 | Dame noire sur case blanche e8 · Roi noir sur case noire h8 · Tour noire sur case noire c7 · Tour noire sur case noire e7 · Pion noir sur case noire g7 · Pion blanc sur case blanche e6 · Cavalier noir sur case noire f6 · Pion noir sur case noire h6 · Pion noir sur case noire a5 · Pion noir sur case noire c5 · Tour blanche sur case blanche f5 · Pion blanc sur case blanche a4 · Pion noir sur case noire d4 · Dame blanche sur case blanche e4 · Pion blanc sur case noire h4 · Pion blanc sur case blanche b3 · Fou blanc sur case blanche d3 · Tour blanche sur case blanche f3 · Pion blanc sur case blanche g2 · Roi blanc sur case noire g1 | Dame noire sur case blanche e8 · Roi noir sur case noire h8 · Tour noire sur case noire c7 · Tour noire sur case noire e7 · Pion noir sur case noire g7 · Pion blanc sur case blanche e6 · Cavalier noir sur case noire f6 · Pion noir sur case noire h6 · Pion noir sur case noire a5 · Pion noir sur case noire c5 · Tour blanche sur case blanche f5 · Pion blanc sur case blanche a4 · Pion noir sur case noire d4 · Dame blanche sur case blanche e4 · Pion blanc sur case noire h4 · Pion blanc sur case blanche b3 · Fou blanc sur case blanche d3 · Tour blanche sur case blanche f3 · Pion blanc sur case blanche g2 · Roi blanc sur case noire g1 | Dame noire sur case blanche e8 · Roi noir sur case noire h8 · Tour noire sur case noire c7 · Tour noire sur case noire e7 · Pion noir sur case noire g7 · Pion blanc sur case blanche e6 · Cavalier noir sur case noire f6 · Pion noir sur case noire h6 · Pion noir sur case noire a5 · Pion noir sur case noire c5 · Tour blanche sur case blanche f5 · Pion blanc sur case blanche a4 · Pion noir sur case noire d4 · Dame blanche sur case blanche e4 · Pion blanc sur case noire h4 · Pion blanc sur case blanche b3 · Fou blanc sur case blanche d3 · Tour blanche sur case blanche f3 · Pion blanc sur case blanche g2 · Roi blanc sur case noire g1 | 6 |
| 5 | Dame noire sur case blanche e8 · Roi noir sur case noire h8 · Tour noire sur case noire c7 · Tour noire sur case noire e7 · Pion noir sur case noire g7 · Pion blanc sur case blanche e6 · Cavalier noir sur case noire f6 · Pion noir sur case noire h6 · Pion noir sur case noire a5 · Pion noir sur case noire c5 · Tour blanche sur case blanche f5 · Pion blanc sur case blanche a4 · Pion noir sur case noire d4 · Dame blanche sur case blanche e4 · Pion blanc sur case noire h4 · Pion blanc sur case blanche b3 · Fou blanc sur case blanche d3 · Tour blanche sur case blanche f3 · Pion blanc sur case blanche g2 · Roi blanc sur case noire g1 | Dame noire sur case blanche e8 · Roi noir sur case noire h8 · Tour noire sur case noire c7 · Tour noire sur case noire e7 · Pion noir sur case noire g7 · Pion blanc sur case blanche e6 · Cavalier noir sur case noire f6 · Pion noir sur case noire h6 · Pion noir sur case noire a5 · Pion noir sur case noire c5 · Tour blanche sur case blanche f5 · Pion blanc sur case blanche a4 · Pion noir sur case noire d4 · Dame blanche sur case blanche e4 · Pion blanc sur case noire h4 · Pion blanc sur case blanche b3 · Fou blanc sur case blanche d3 · Tour blanche sur case blanche f3 · Pion blanc sur case blanche g2 · Roi blanc sur case noire g1 | Dame noire sur case blanche e8 · Roi noir sur case noire h8 · Tour noire sur case noire c7 · Tour noire sur case noire e7 · Pion noir sur case noire g7 · Pion blanc sur case blanche e6 · Cavalier noir sur case noire f6 · Pion noir sur case noire h6 · Pion noir sur case noire a5 · Pion noir sur case noire c5 · Tour blanche sur case blanche f5 · Pion blanc sur case blanche a4 · Pion noir sur case noire d4 · Dame blanche sur case blanche e4 · Pion blanc sur case noire h4 · Pion blanc sur case blanche b3 · Fou blanc sur case blanche d3 · Tour blanche sur case blanche f3 · Pion blanc sur case blanche g2 · Roi blanc sur case noire g1 | Dame noire sur case blanche e8 · Roi noir sur case noire h8 · Tour noire sur case noire c7 · Tour noire sur case noire e7 · Pion noir sur case noire g7 · Pion blanc sur case blanche e6 · Cavalier noir sur case noire f6 · Pion noir sur case noire h6 · Pion noir sur case noire a5 · Pion noir sur case noire c5 · Tour blanche sur case blanche f5 · Pion blanc sur case blanche a4 · Pion noir sur case noire d4 · Dame blanche sur case blanche e4 · Pion blanc sur case noire h4 · Pion blanc sur case blanche b3 · Fou blanc sur case blanche d3 · Tour blanche sur case blanche f3 · Pion blanc sur case blanche g2 · Roi blanc sur case noire g1 | Dame noire sur case blanche e8 · Roi noir sur case noire h8 · Tour noire sur case noire c7 · Tour noire sur case noire e7 · Pion noir sur case noire g7 · Pion blanc sur case blanche e6 · Cavalier noir sur case noire f6 · Pion noir sur case noire h6 · Pion noir sur case noire a5 · Pion noir sur case noire c5 · Tour blanche sur case blanche f5 · Pion blanc sur case blanche a4 · Pion noir sur case noire d4 · Dame blanche sur case blanche e4 · Pion blanc sur case noire h4 · Pion blanc sur case blanche b3 · Fou blanc sur case blanche d3 · Tour blanche sur case blanche f3 · Pion blanc sur case blanche g2 · Roi blanc sur case noire g1 | Dame noire sur case blanche e8 · Roi noir sur case noire h8 · Tour noire sur case noire c7 · Tour noire sur case noire e7 · Pion noir sur case noire g7 · Pion blanc sur case blanche e6 · Cavalier noir sur case noire f6 · Pion noir sur case noire h6 · Pion noir sur case noire a5 · Pion noir sur case noire c5 · Tour blanche sur case blanche f5 · Pion blanc sur case blanche a4 · Pion noir sur case noire d4 · Dame blanche sur case blanche e4 · Pion blanc sur case noire h4 · Pion blanc sur case blanche b3 · Fou blanc sur case blanche d3 · Tour blanche sur case blanche f3 · Pion blanc sur case blanche g2 · Roi blanc sur case noire g1 | Dame noire sur case blanche e8 · Roi noir sur case noire h8 · Tour noire sur case noire c7 · Tour noire sur case noire e7 · Pion noir sur case noire g7 · Pion blanc sur case blanche e6 · Cavalier noir sur case noire f6 · Pion noir sur case noire h6 · Pion noir sur case noire a5 · Pion noir sur case noire c5 · Tour blanche sur case blanche f5 · Pion blanc sur case blanche a4 · Pion noir sur case noire d4 · Dame blanche sur case blanche e4 · Pion blanc sur case noire h4 · Pion blanc sur case blanche b3 · Fou blanc sur case blanche d3 · Tour blanche sur case blanche f3 · Pion blanc sur case blanche g2 · Roi blanc sur case noire g1 | Dame noire sur case blanche e8 · Roi noir sur case noire h8 · Tour noire sur case noire c7 · Tour noire sur case noire e7 · Pion noir sur case noire g7 · Pion blanc sur case blanche e6 · Cavalier noir sur case noire f6 · Pion noir sur case noire h6 · Pion noir sur case noire a5 · Pion noir sur case noire c5 · Tour blanche sur case blanche f5 · Pion blanc sur case blanche a4 · Pion noir sur case noire d4 · Dame blanche sur case blanche e4 · Pion blanc sur case noire h4 · Pion blanc sur case blanche b3 · Fou blanc sur case blanche d3 · Tour blanche sur case blanche f3 · Pion blanc sur case blanche g2 · Roi blanc sur case noire g1 | 5 |
| 4 | Dame noire sur case blanche e8 · Roi noir sur case noire h8 · Tour noire sur case noire c7 · Tour noire sur case noire e7 · Pion noir sur case noire g7 · Pion blanc sur case blanche e6 · Cavalier noir sur case noire f6 · Pion noir sur case noire h6 · Pion noir sur case noire a5 · Pion noir sur case noire c5 · Tour blanche sur case blanche f5 · Pion blanc sur case blanche a4 · Pion noir sur case noire d4 · Dame blanche sur case blanche e4 · Pion blanc sur case noire h4 · Pion blanc sur case blanche b3 · Fou blanc sur case blanche d3 · Tour blanche sur case blanche f3 · Pion blanc sur case blanche g2 · Roi blanc sur case noire g1 | Dame noire sur case blanche e8 · Roi noir sur case noire h8 · Tour noire sur case noire c7 · Tour noire sur case noire e7 · Pion noir sur case noire g7 · Pion blanc sur case blanche e6 · Cavalier noir sur case noire f6 · Pion noir sur case noire h6 · Pion noir sur case noire a5 · Pion noir sur case noire c5 · Tour blanche sur case blanche f5 · Pion blanc sur case blanche a4 · Pion noir sur case noire d4 · Dame blanche sur case blanche e4 · Pion blanc sur case noire h4 · Pion blanc sur case blanche b3 · Fou blanc sur case blanche d3 · Tour blanche sur case blanche f3 · Pion blanc sur case blanche g2 · Roi blanc sur case noire g1 | Dame noire sur case blanche e8 · Roi noir sur case noire h8 · Tour noire sur case noire c7 · Tour noire sur case noire e7 · Pion noir sur case noire g7 · Pion blanc sur case blanche e6 · Cavalier noir sur case noire f6 · Pion noir sur case noire h6 · Pion noir sur case noire a5 · Pion noir sur case noire c5 · Tour blanche sur case blanche f5 · Pion blanc sur case blanche a4 · Pion noir sur case noire d4 · Dame blanche sur case blanche e4 · Pion blanc sur case noire h4 · Pion blanc sur case blanche b3 · Fou blanc sur case blanche d3 · Tour blanche sur case blanche f3 · Pion blanc sur case blanche g2 · Roi blanc sur case noire g1 | Dame noire sur case blanche e8 · Roi noir sur case noire h8 · Tour noire sur case noire c7 · Tour noire sur case noire e7 · Pion noir sur case noire g7 · Pion blanc sur case blanche e6 · Cavalier noir sur case noire f6 · Pion noir sur case noire h6 · Pion noir sur case noire a5 · Pion noir sur case noire c5 · Tour blanche sur case blanche f5 · Pion blanc sur case blanche a4 · Pion noir sur case noire d4 · Dame blanche sur case blanche e4 · Pion blanc sur case noire h4 · Pion blanc sur case blanche b3 · Fou blanc sur case blanche d3 · Tour blanche sur case blanche f3 · Pion blanc sur case blanche g2 · Roi blanc sur case noire g1 | Dame noire sur case blanche e8 · Roi noir sur case noire h8 · Tour noire sur case noire c7 · Tour noire sur case noire e7 · Pion noir sur case noire g7 · Pion blanc sur case blanche e6 · Cavalier noir sur case noire f6 · Pion noir sur case noire h6 · Pion noir sur case noire a5 · Pion noir sur case noire c5 · Tour blanche sur case blanche f5 · Pion blanc sur case blanche a4 · Pion noir sur case noire d4 · Dame blanche sur case blanche e4 · Pion blanc sur case noire h4 · Pion blanc sur case blanche b3 · Fou blanc sur case blanche d3 · Tour blanche sur case blanche f3 · Pion blanc sur case blanche g2 · Roi blanc sur case noire g1 | Dame noire sur case blanche e8 · Roi noir sur case noire h8 · Tour noire sur case noire c7 · Tour noire sur case noire e7 · Pion noir sur case noire g7 · Pion blanc sur case blanche e6 · Cavalier noir sur case noire f6 · Pion noir sur case noire h6 · Pion noir sur case noire a5 · Pion noir sur case noire c5 · Tour blanche sur case blanche f5 · Pion blanc sur case blanche a4 · Pion noir sur case noire d4 · Dame blanche sur case blanche e4 · Pion blanc sur case noire h4 · Pion blanc sur case blanche b3 · Fou blanc sur case blanche d3 · Tour blanche sur case blanche f3 · Pion blanc sur case blanche g2 · Roi blanc sur case noire g1 | Dame noire sur case blanche e8 · Roi noir sur case noire h8 · Tour noire sur case noire c7 · Tour noire sur case noire e7 · Pion noir sur case noire g7 · Pion blanc sur case blanche e6 · Cavalier noir sur case noire f6 · Pion noir sur case noire h6 · Pion noir sur case noire a5 · Pion noir sur case noire c5 · Tour blanche sur case blanche f5 · Pion blanc sur case blanche a4 · Pion noir sur case noire d4 · Dame blanche sur case blanche e4 · Pion blanc sur case noire h4 · Pion blanc sur case blanche b3 · Fou blanc sur case blanche d3 · Tour blanche sur case blanche f3 · Pion blanc sur case blanche g2 · Roi blanc sur case noire g1 | Dame noire sur case blanche e8 · Roi noir sur case noire h8 · Tour noire sur case noire c7 · Tour noire sur case noire e7 · Pion noir sur case noire g7 · Pion blanc sur case blanche e6 · Cavalier noir sur case noire f6 · Pion noir sur case noire h6 · Pion noir sur case noire a5 · Pion noir sur case noire c5 · Tour blanche sur case blanche f5 · Pion blanc sur case blanche a4 · Pion noir sur case noire d4 · Dame blanche sur case blanche e4 · Pion blanc sur case noire h4 · Pion blanc sur case blanche b3 · Fou blanc sur case blanche d3 · Tour blanche sur case blanche f3 · Pion blanc sur case blanche g2 · Roi blanc sur case noire g1 | 4 |
| 3 | Dame noire sur case blanche e8 · Roi noir sur case noire h8 · Tour noire sur case noire c7 · Tour noire sur case noire e7 · Pion noir sur case noire g7 · Pion blanc sur case blanche e6 · Cavalier noir sur case noire f6 · Pion noir sur case noire h6 · Pion noir sur case noire a5 · Pion noir sur case noire c5 · Tour blanche sur case blanche f5 · Pion blanc sur case blanche a4 · Pion noir sur case noire d4 · Dame blanche sur case blanche e4 · Pion blanc sur case noire h4 · Pion blanc sur case blanche b3 · Fou blanc sur case blanche d3 · Tour blanche sur case blanche f3 · Pion blanc sur case blanche g2 · Roi blanc sur case noire g1 | Dame noire sur case blanche e8 · Roi noir sur case noire h8 · Tour noire sur case noire c7 · Tour noire sur case noire e7 · Pion noir sur case noire g7 · Pion blanc sur case blanche e6 · Cavalier noir sur case noire f6 · Pion noir sur case noire h6 · Pion noir sur case noire a5 · Pion noir sur case noire c5 · Tour blanche sur case blanche f5 · Pion blanc sur case blanche a4 · Pion noir sur case noire d4 · Dame blanche sur case blanche e4 · Pion blanc sur case noire h4 · Pion blanc sur case blanche b3 · Fou blanc sur case blanche d3 · Tour blanche sur case blanche f3 · Pion blanc sur case blanche g2 · Roi blanc sur case noire g1 | Dame noire sur case blanche e8 · Roi noir sur case noire h8 · Tour noire sur case noire c7 · Tour noire sur case noire e7 · Pion noir sur case noire g7 · Pion blanc sur case blanche e6 · Cavalier noir sur case noire f6 · Pion noir sur case noire h6 · Pion noir sur case noire a5 · Pion noir sur case noire c5 · Tour blanche sur case blanche f5 · Pion blanc sur case blanche a4 · Pion noir sur case noire d4 · Dame blanche sur case blanche e4 · Pion blanc sur case noire h4 · Pion blanc sur case blanche b3 · Fou blanc sur case blanche d3 · Tour blanche sur case blanche f3 · Pion blanc sur case blanche g2 · Roi blanc sur case noire g1 | Dame noire sur case blanche e8 · Roi noir sur case noire h8 · Tour noire sur case noire c7 · Tour noire sur case noire e7 · Pion noir sur case noire g7 · Pion blanc sur case blanche e6 · Cavalier noir sur case noire f6 · Pion noir sur case noire h6 · Pion noir sur case noire a5 · Pion noir sur case noire c5 · Tour blanche sur case blanche f5 · Pion blanc sur case blanche a4 · Pion noir sur case noire d4 · Dame blanche sur case blanche e4 · Pion blanc sur case noire h4 · Pion blanc sur case blanche b3 · Fou blanc sur case blanche d3 · Tour blanche sur case blanche f3 · Pion blanc sur case blanche g2 · Roi blanc sur case noire g1 | Dame noire sur case blanche e8 · Roi noir sur case noire h8 · Tour noire sur case noire c7 · Tour noire sur case noire e7 · Pion noir sur case noire g7 · Pion blanc sur case blanche e6 · Cavalier noir sur case noire f6 · Pion noir sur case noire h6 · Pion noir sur case noire a5 · Pion noir sur case noire c5 · Tour blanche sur case blanche f5 · Pion blanc sur case blanche a4 · Pion noir sur case noire d4 · Dame blanche sur case blanche e4 · Pion blanc sur case noire h4 · Pion blanc sur case blanche b3 · Fou blanc sur case blanche d3 · Tour blanche sur case blanche f3 · Pion blanc sur case blanche g2 · Roi blanc sur case noire g1 | Dame noire sur case blanche e8 · Roi noir sur case noire h8 · Tour noire sur case noire c7 · Tour noire sur case noire e7 · Pion noir sur case noire g7 · Pion blanc sur case blanche e6 · Cavalier noir sur case noire f6 · Pion noir sur case noire h6 · Pion noir sur case noire a5 · Pion noir sur case noire c5 · Tour blanche sur case blanche f5 · Pion blanc sur case blanche a4 · Pion noir sur case noire d4 · Dame blanche sur case blanche e4 · Pion blanc sur case noire h4 · Pion blanc sur case blanche b3 · Fou blanc sur case blanche d3 · Tour blanche sur case blanche f3 · Pion blanc sur case blanche g2 · Roi blanc sur case noire g1 | Dame noire sur case blanche e8 · Roi noir sur case noire h8 · Tour noire sur case noire c7 · Tour noire sur case noire e7 · Pion noir sur case noire g7 · Pion blanc sur case blanche e6 · Cavalier noir sur case noire f6 · Pion noir sur case noire h6 · Pion noir sur case noire a5 · Pion noir sur case noire c5 · Tour blanche sur case blanche f5 · Pion blanc sur case blanche a4 · Pion noir sur case noire d4 · Dame blanche sur case blanche e4 · Pion blanc sur case noire h4 · Pion blanc sur case blanche b3 · Fou blanc sur case blanche d3 · Tour blanche sur case blanche f3 · Pion blanc sur case blanche g2 · Roi blanc sur case noire g1 | Dame noire sur case blanche e8 · Roi noir sur case noire h8 · Tour noire sur case noire c7 · Tour noire sur case noire e7 · Pion noir sur case noire g7 · Pion blanc sur case blanche e6 · Cavalier noir sur case noire f6 · Pion noir sur case noire h6 · Pion noir sur case noire a5 · Pion noir sur case noire c5 · Tour blanche sur case blanche f5 · Pion blanc sur case blanche a4 · Pion noir sur case noire d4 · Dame blanche sur case blanche e4 · Pion blanc sur case noire h4 · Pion blanc sur case blanche b3 · Fou blanc sur case blanche d3 · Tour blanche sur case blanche f3 · Pion blanc sur case blanche g2 · Roi blanc sur case noire g1 | 3 |
| 2 | Dame noire sur case blanche e8 · Roi noir sur case noire h8 · Tour noire sur case noire c7 · Tour noire sur case noire e7 · Pion noir sur case noire g7 · Pion blanc sur case blanche e6 · Cavalier noir sur case noire f6 · Pion noir sur case noire h6 · Pion noir sur case noire a5 · Pion noir sur case noire c5 · Tour blanche sur case blanche f5 · Pion blanc sur case blanche a4 · Pion noir sur case noire d4 · Dame blanche sur case blanche e4 · Pion blanc sur case noire h4 · Pion blanc sur case blanche b3 · Fou blanc sur case blanche d3 · Tour blanche sur case blanche f3 · Pion blanc sur case blanche g2 · Roi blanc sur case noire g1 | Dame noire sur case blanche e8 · Roi noir sur case noire h8 · Tour noire sur case noire c7 · Tour noire sur case noire e7 · Pion noir sur case noire g7 · Pion blanc sur case blanche e6 · Cavalier noir sur case noire f6 · Pion noir sur case noire h6 · Pion noir sur case noire a5 · Pion noir sur case noire c5 · Tour blanche sur case blanche f5 · Pion blanc sur case blanche a4 · Pion noir sur case noire d4 · Dame blanche sur case blanche e4 · Pion blanc sur case noire h4 · Pion blanc sur case blanche b3 · Fou blanc sur case blanche d3 · Tour blanche sur case blanche f3 · Pion blanc sur case blanche g2 · Roi blanc sur case noire g1 | Dame noire sur case blanche e8 · Roi noir sur case noire h8 · Tour noire sur case noire c7 · Tour noire sur case noire e7 · Pion noir sur case noire g7 · Pion blanc sur case blanche e6 · Cavalier noir sur case noire f6 · Pion noir sur case noire h6 · Pion noir sur case noire a5 · Pion noir sur case noire c5 · Tour blanche sur case blanche f5 · Pion blanc sur case blanche a4 · Pion noir sur case noire d4 · Dame blanche sur case blanche e4 · Pion blanc sur case noire h4 · Pion blanc sur case blanche b3 · Fou blanc sur case blanche d3 · Tour blanche sur case blanche f3 · Pion blanc sur case blanche g2 · Roi blanc sur case noire g1 | Dame noire sur case blanche e8 · Roi noir sur case noire h8 · Tour noire sur case noire c7 · Tour noire sur case noire e7 · Pion noir sur case noire g7 · Pion blanc sur case blanche e6 · Cavalier noir sur case noire f6 · Pion noir sur case noire h6 · Pion noir sur case noire a5 · Pion noir sur case noire c5 · Tour blanche sur case blanche f5 · Pion blanc sur case blanche a4 · Pion noir sur case noire d4 · Dame blanche sur case blanche e4 · Pion blanc sur case noire h4 · Pion blanc sur case blanche b3 · Fou blanc sur case blanche d3 · Tour blanche sur case blanche f3 · Pion blanc sur case blanche g2 · Roi blanc sur case noire g1 | Dame noire sur case blanche e8 · Roi noir sur case noire h8 · Tour noire sur case noire c7 · Tour noire sur case noire e7 · Pion noir sur case noire g7 · Pion blanc sur case blanche e6 · Cavalier noir sur case noire f6 · Pion noir sur case noire h6 · Pion noir sur case noire a5 · Pion noir sur case noire c5 · Tour blanche sur case blanche f5 · Pion blanc sur case blanche a4 · Pion noir sur case noire d4 · Dame blanche sur case blanche e4 · Pion blanc sur case noire h4 · Pion blanc sur case blanche b3 · Fou blanc sur case blanche d3 · Tour blanche sur case blanche f3 · Pion blanc sur case blanche g2 · Roi blanc sur case noire g1 | Dame noire sur case blanche e8 · Roi noir sur case noire h8 · Tour noire sur case noire c7 · Tour noire sur case noire e7 · Pion noir sur case noire g7 · Pion blanc sur case blanche e6 · Cavalier noir sur case noire f6 · Pion noir sur case noire h6 · Pion noir sur case noire a5 · Pion noir sur case noire c5 · Tour blanche sur case blanche f5 · Pion blanc sur case blanche a4 · Pion noir sur case noire d4 · Dame blanche sur case blanche e4 · Pion blanc sur case noire h4 · Pion blanc sur case blanche b3 · Fou blanc sur case blanche d3 · Tour blanche sur case blanche f3 · Pion blanc sur case blanche g2 · Roi blanc sur case noire g1 | Dame noire sur case blanche e8 · Roi noir sur case noire h8 · Tour noire sur case noire c7 · Tour noire sur case noire e7 · Pion noir sur case noire g7 · Pion blanc sur case blanche e6 · Cavalier noir sur case noire f6 · Pion noir sur case noire h6 · Pion noir sur case noire a5 · Pion noir sur case noire c5 · Tour blanche sur case blanche f5 · Pion blanc sur case blanche a4 · Pion noir sur case noire d4 · Dame blanche sur case blanche e4 · Pion blanc sur case noire h4 · Pion blanc sur case blanche b3 · Fou blanc sur case blanche d3 · Tour blanche sur case blanche f3 · Pion blanc sur case blanche g2 · Roi blanc sur case noire g1 | Dame noire sur case blanche e8 · Roi noir sur case noire h8 · Tour noire sur case noire c7 · Tour noire sur case noire e7 · Pion noir sur case noire g7 · Pion blanc sur case blanche e6 · Cavalier noir sur case noire f6 · Pion noir sur case noire h6 · Pion noir sur case noire a5 · Pion noir sur case noire c5 · Tour blanche sur case blanche f5 · Pion blanc sur case blanche a4 · Pion noir sur case noire d4 · Dame blanche sur case blanche e4 · Pion blanc sur case noire h4 · Pion blanc sur case blanche b3 · Fou blanc sur case blanche d3 · Tour blanche sur case blanche f3 · Pion blanc sur case blanche g2 · Roi blanc sur case noire g1 | 2 |
| 1 | Dame noire sur case blanche e8 · Roi noir sur case noire h8 · Tour noire sur case noire c7 · Tour noire sur case noire e7 · Pion noir sur case noire g7 · Pion blanc sur case blanche e6 · Cavalier noir sur case noire f6 · Pion noir sur case noire h6 · Pion noir sur case noire a5 · Pion noir sur case noire c5 · Tour blanche sur case blanche f5 · Pion blanc sur case blanche a4 · Pion noir sur case noire d4 · Dame blanche sur case blanche e4 · Pion blanc sur case noire h4 · Pion blanc sur case blanche b3 · Fou blanc sur case blanche d3 · Tour blanche sur case blanche f3 · Pion blanc sur case blanche g2 · Roi blanc sur case noire g1 | Dame noire sur case blanche e8 · Roi noir sur case noire h8 · Tour noire sur case noire c7 · Tour noire sur case noire e7 · Pion noir sur case noire g7 · Pion blanc sur case blanche e6 · Cavalier noir sur case noire f6 · Pion noir sur case noire h6 · Pion noir sur case noire a5 · Pion noir sur case noire c5 · Tour blanche sur case blanche f5 · Pion blanc sur case blanche a4 · Pion noir sur case noire d4 · Dame blanche sur case blanche e4 · Pion blanc sur case noire h4 · Pion blanc sur case blanche b3 · Fou blanc sur case blanche d3 · Tour blanche sur case blanche f3 · Pion blanc sur case blanche g2 · Roi blanc sur case noire g1 | Dame noire sur case blanche e8 · Roi noir sur case noire h8 · Tour noire sur case noire c7 · Tour noire sur case noire e7 · Pion noir sur case noire g7 · Pion blanc sur case blanche e6 · Cavalier noir sur case noire f6 · Pion noir sur case noire h6 · Pion noir sur case noire a5 · Pion noir sur case noire c5 · Tour blanche sur case blanche f5 · Pion blanc sur case blanche a4 · Pion noir sur case noire d4 · Dame blanche sur case blanche e4 · Pion blanc sur case noire h4 · Pion blanc sur case blanche b3 · Fou blanc sur case blanche d3 · Tour blanche sur case blanche f3 · Pion blanc sur case blanche g2 · Roi blanc sur case noire g1 | Dame noire sur case blanche e8 · Roi noir sur case noire h8 · Tour noire sur case noire c7 · Tour noire sur case noire e7 · Pion noir sur case noire g7 · Pion blanc sur case blanche e6 · Cavalier noir sur case noire f6 · Pion noir sur case noire h6 · Pion noir sur case noire a5 · Pion noir sur case noire c5 · Tour blanche sur case blanche f5 · Pion blanc sur case blanche a4 · Pion noir sur case noire d4 · Dame blanche sur case blanche e4 · Pion blanc sur case noire h4 · Pion blanc sur case blanche b3 · Fou blanc sur case blanche d3 · Tour blanche sur case blanche f3 · Pion blanc sur case blanche g2 · Roi blanc sur case noire g1 | Dame noire sur case blanche e8 · Roi noir sur case noire h8 · Tour noire sur case noire c7 · Tour noire sur case noire e7 · Pion noir sur case noire g7 · Pion blanc sur case blanche e6 · Cavalier noir sur case noire f6 · Pion noir sur case noire h6 · Pion noir sur case noire a5 · Pion noir sur case noire c5 · Tour blanche sur case blanche f5 · Pion blanc sur case blanche a4 · Pion noir sur case noire d4 · Dame blanche sur case blanche e4 · Pion blanc sur case noire h4 · Pion blanc sur case blanche b3 · Fou blanc sur case blanche d3 · Tour blanche sur case blanche f3 · Pion blanc sur case blanche g2 · Roi blanc sur case noire g1 | Dame noire sur case blanche e8 · Roi noir sur case noire h8 · Tour noire sur case noire c7 · Tour noire sur case noire e7 · Pion noir sur case noire g7 · Pion blanc sur case blanche e6 · Cavalier noir sur case noire f6 · Pion noir sur case noire h6 · Pion noir sur case noire a5 · Pion noir sur case noire c5 · Tour blanche sur case blanche f5 · Pion blanc sur case blanche a4 · Pion noir sur case noire d4 · Dame blanche sur case blanche e4 · Pion blanc sur case noire h4 · Pion blanc sur case blanche b3 · Fou blanc sur case blanche d3 · Tour blanche sur case blanche f3 · Pion blanc sur case blanche g2 · Roi blanc sur case noire g1 | Dame noire sur case blanche e8 · Roi noir sur case noire h8 · Tour noire sur case noire c7 · Tour noire sur case noire e7 · Pion noir sur case noire g7 · Pion blanc sur case blanche e6 · Cavalier noir sur case noire f6 · Pion noir sur case noire h6 · Pion noir sur case noire a5 · Pion noir sur case noire c5 · Tour blanche sur case blanche f5 · Pion blanc sur case blanche a4 · Pion noir sur case noire d4 · Dame blanche sur case blanche e4 · Pion blanc sur case noire h4 · Pion blanc sur case blanche b3 · Fou blanc sur case blanche d3 · Tour blanche sur case blanche f3 · Pion blanc sur case blanche g2 · Roi blanc sur case noire g1 | Dame noire sur case blanche e8 · Roi noir sur case noire h8 · Tour noire sur case noire c7 · Tour noire sur case noire e7 · Pion noir sur case noire g7 · Pion blanc sur case blanche e6 · Cavalier noir sur case noire f6 · Pion noir sur case noire h6 · Pion noir sur case noire a5 · Pion noir sur case noire c5 · Tour blanche sur case blanche f5 · Pion blanc sur case blanche a4 · Pion noir sur case noire d4 · Dame blanche sur case blanche e4 · Pion blanc sur case noire h4 · Pion blanc sur case blanche b3 · Fou blanc sur case blanche d3 · Tour blanche sur case blanche f3 · Pion blanc sur case blanche g2 · Roi blanc sur case noire g1 | 1 |
|   | a | b | c | d | e | f | g | h |   |

Fischer améliore progressivement la position de ses pièces, restreint les mouvements de Spassky et convertit son avantage (la meilleure coordination de ses pièces) sans laisser de contre-jeu à son adversaire : sa maîtrise technique est totale.
28. Tcf1! (28...Tf8? 29. Txf8+ Cxf8 30. Dc8!) Dd8 29. Dg3 Te7 30. h4! (ôte la case g5 au Cavalier) Tbb7 31. e6! (menace entre autres Txc5, renforce le contrôle de f7 et donne la case e5 à la Dame) Tbc7 32. De5! De8 33. a4 (Fischer ne se précipite pas et continue de restreindre le contre-jeu de Spassky) Dd8 34. T1f2 De8 (sur ...Rg8, Tf7 est décisif) 35. T2f3 Dd8 36. Fd3! De8 (36...Dg8 39. Tf7!) 37. De4! (la menace est 38. Tf8+!) Cf6 (voir diagramme) 38. Txf6! gxf6 39. Txf6 (menace Txh6) Rg8 40. Fc4! (fixe la Tour e7 ; sinon l'avance du pion e6 s'accompagnerait d'un mortel échec à la découverte) Rh8 41. Df4! Les Noirs abandonnent (41...Rg8 42. Dxh6 permet 43. Tg6+ et 44. e7+).

## Épilogue
Les attaques de Fischer étaient si bien construites qu'elles ont suscité l'admiration de son adversaire Spassky, qui s'est levé et a applaudi Fischer à la fin de la partie. Spassky considérait cette partie comme la meilleure du « match du siècle ». La partie a été décrite comme un moment crucial du championnat du monde 1972, montrant l'emprise croissante de Fischer sur le Champion du monde en titre.